# Промес, Квинси
Кви́нси Анто́н Проме́с (нидерл. Quincy Anton Promes; род. 4 января 1992, Амстердам) — нидерландский футболист, атакующий полузащитник и нападающий. Выступал за сборную Нидерландов.
Воспитанник амстердамского «Аякса», свою профессиональную карьеру начинал в «Твенте». Первых серьёзных успехов добился в команде «Гоу Эхед Иглз», куда был отдан на правах аренды в сезоне 2012/2013. В этой команде Промес провёл 32 матча и забил 13 голов. В «Твенте» провёл сезон 2013/2014, забив 11 голов в 31 матче. В августе 2014 года перешёл в московский «Спартак», подписав контракт на четыре года. В том же году он впервые сыграл за сборную Нидерландов. Свою первую главную награду завоевал в 2017 году, когда «Спартак» стал чемпионом России. В 2017 году был признан футболистом года в России, а сезон 2017/2018 завершил в статусе лучшего бомбардира чемпионата. В общей сложности за четыре года выступлений в московском клубе он провёл 135 матчей и забил 66 голов. В 2018 году перешёл в испанскую «Севилью» за 21 миллион евро, но закрепиться в новом клубе не смог. В 2019 году перешёл в «Аякс», вновь набрал былую форму и стал одним из ключевых игроков. Играл за сборную Нидерландов на Евро-2020. Не вызывался в сборную Нидерландов с 2021 года в связи с уголовным преследованием. В 2021 году вернулся в «Спартак», заключив контракт на три с половиной года.
Самый результативный легионер в истории московского «Спартака», лучший бомбардир в истории «Спартака» и лучший бомбардир среди всех иностранных легионеров в чемпионате России. Лучший бомбардир чемпионата России сезона 2017/2018. Лучший игрок чемпионата России по системе «гол+пас» в сезонах 2016/2017 и 2017/2018. Занимает 4-е место среди лучших бомбардиров Российской премьер-лиги и 11-е место за всю историю розыгрышей чемпионата России. Рекордсмен среди всех игроков из Нидерландов в истории чемпионатов России по матчам (192).
В течение карьеры испытывал проблемы с законом. В 2020 году был задержан за инцидент с поножовщиной, а в 2023 году признан виновным в нападении при отягчающих обстоятельствах и приговорён к 18 месяцам тюремного заключения. Позже, в том же году, был привлечён к уголовной ответственности за занятие торговлей кокаином. Так как Россия не имела договора об экстрадиции с Нидерландами, это позволило игроку продолжать выступления за «Спартак». В феврале 2024 года приговорён к шести годам лишения свободы по делу о контрабанде наркотиков. В марте 2024 года был задержан в Дубае по запросу прокуратуры Нидерландов. В июне 2025 года был экстрадирован в Нидерланды.

## Биография
Квинси Промес, голландец с суринамскими корнями, родился 4 января 1992 года в Амстердаме. Отец Квинси — Джерри, он был профессиональным футболистом в Суринаме. После переезда в Нидерланды он играл только на любительском уровне. Детство Квинси провёл на улицах, где жизнь подростков не регламентировалась правилами, а подчинялась принципу «каждый сам за себя». От опасностей, подстерегавших за каждым углом, мальчика спасло то, что большую часть времени он играл в футбол с соседскими детьми.
Пренебрегая учёбой, Промес часто ругался с матерью, которая заставляла его делать уроки и посещать занятия. Позже молодой человек оценил важность образования, заинтересовавшись историей и получив диплом маркетолога.

## Клубная карьера

### «Твенте»
Промес начал заниматься футболом в академии клуба РКСВ ДСГ, а затем присоединился к академии клуба «Де С’81». В 2002 году перешёл в академию амстердамского «Аякса». Отсутствие дисциплины в жизни и на поле привело к тому, что руководство отчислило Промеса в возрасте 16 лет из состава молодёжной команды, лишив возможности заниматься любимым делом. После отчисления перешёл в академию «Харлема», в которой пробыл год. В 2009 году перешёл в академию «Твенте». 1 февраля 2011 года Промес подписал свой первый профессиональный контракт с клубом. До 2012 года выступал за молодёжную команду «Твенте». За основной состав клуба дебютировал 11 апреля 2012 года в матче 29-го тура Эредивизи против АЗ, выйдя на замену на 83-й минуте встречи. В своём первом сезоне Промес провёл ещё два поединка за команду, в обоих случаях выходя на замену. 3 мая 2012 года Промес продлил контракт с «Твенте» на три года с опцией продления ещё на один сезон. 12 июля 2012 года впервые сыграл в еврокубках, проведя на поле весь матч первого квалификационного рауда Лиги Европы УЕФА против клуба «Унио Эспортива Санта-Колома» (3:0).

#### Аренда в «Гоу Эхед Иглз»
31 июля 2012 года, из-за высокой конкуренции в «Твенте» и желанием Промеса получать игровую практику, он был отдан в аренду в «Гоу Эхед Иглз», на тот момент выступавший во втором по силе нидерландском дивизионе Эрстедивизи, до конца сезона 2012/2013. Дебютировал за клуб 10 августа 2012 года в матче 1-го тура Эрстедивизи против «Алмере Сити» (2:0), выйдя на замену на 66-й минуте встречи. Свой первый мяч за «Гоу Эхед Иглз» забил 24 августа 2012 года в матче 3-го тура Эрстедивизи против «Осса» (4:1), отличившись на 39-й минуте встречи. С момента своего дебюта, Промес быстро зарекомендовал себя игроком стартового состава и стал любимцем фанатов «Гоу Эхед Иглз». 20 октября 2012 года был награждён «Бронзовый бык» как главный талант месяца в Эрстедивизи. 2 ноября 2012 года забил два мяча в матче 11-го тура Эрстедивизи против «Эксельсиора» (6:1), отличившись на 36-й и 71-й минутах встречи. 18 марта 2013 года в матче 27-го тура Эрстедивизи вновь сделал «дубль» в ворота «Эксельсиора» (4:1), отличившись на 22-й и 37-й минутах встречи. Промес стал третьим лучшим бомбардиром «Гоу Эхед Иглз» с 13 забитыми мячами и был назван самым талантливым игроком лиги по итогам сезона, получив награду «Золотой бык». Во время плей-офф, Промес 11 мая 2013 года сделал дубль в ответном матче первого рауда против «Дордрехта» (3:0), тем самым помог клубу выйти во второй раунд. Затем, 19 мая 2013 года, он снова забил в ответном матче второго рауда против «ВВВ-Венло» (3:0). В конечном итоге, клуб получил повышение и вернулся в Эредивизи впервые за 17 лет. Всего в сезоне 2012/2013 провёл за «Гоу Эхед Иглз» во всех турнирах 41 матч и забил 17 мячей.

#### Возвращение из аренды
Летом 2013 года, после завершения арендного соглашения с «Гоу Эхед Иглз», Промес вернулся в расположение «Твенте». Впервые после возвращение сыграл за клуб 3 августа 2013 года в матче 1-го тура Эредивизи против «Валвейка» (0:0), проведя на поле весь матч. Свои первые мячи за «Твенте» забил 18 августа 2013 года в матче 3-го тура Эредивизи против «Утрехта» (6:0), оформив «дубль» на 8-й и 68-й минутах встречи. С тех пор Промес зарекомендовал себя как игрок стартового состава. Затем, со 2 по 29 ноября 2013 года, Промес забивал мячи в матчах против клубов НЕК, «ПЕК Зволле», «НАК Бреда» (дубль) и «Рода». Однако Промес получил травму колена после столкновения с вратарём в матче против «Роды» 29 ноября 2013 года. После операции было объявлено, что он будет восстанавливаться от последствий травмы до конца 2013 года. Несмотря на полученную травму, он был назван одним из лучших игроков лиги в первой половине сезона.
Вернулся к тренировкам после восстановления от полученной травмы во время зимней паузы в январе 2014 года. Промес забил мяч 17 января 2014 года в матче 19-го тура Эредивизи против «Хераклеса» (3:1), отличившись на 23-й минуте встречи. Позже он также отличался забитыми мячами в ворота ПСВ (2:3) и «Утрехта» (1:1). В середине сезона 2013/2014 «Твенте» начал переговоры с Промесом по поводу заключения нового контракта. 20 марта 2014 года он продлил контракт с клубом до лета 2017 года. Всего в сезоне 2013/2014 Промес провёл за «Твенте» во всех турнирах 31 матч и забив 11 мячей. В преддверии сезона 2014/2015, Промесом были заинтересованы такие клубы, как «Ювентус» и «Валенсия». Также на него претендовали московские клубы «Динамо», ЦСКА и «Спартак».

### «Спартак» (Москва)

#### Сезон 2014/2015

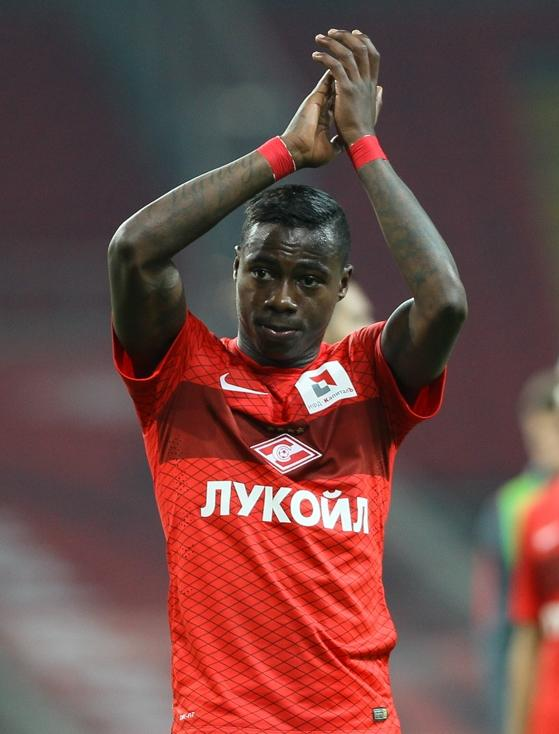
Промес в матче против «Терека», 20 сентября 2014 года

8 августа 2014 года Промес перешёл в московский «Спартак», подписав с клубом четырёхлетний контракт. Сумма трансфера составила около 10 миллионов евро, также соглашением были предусмотрены бонусы в размере 500 тысяч евро, в случае, если «Спартак» станет чемпионом России. В новом клубе взял себе 24-й игровой номер. Позже владелец «Спартака» Леонид Федун сообщил, что Промеса готов был подписать «Манчестер Юнайтед», однако его клубу удалось выиграть конкуренцию у британского гранда. Дебютировал за клуб 14 августа 2014 года в матче 3-го тура чемпионата России против «Краснодара» (0:4), проведя на поле весь матч. 23 августа 2014 года в матче 5-го тура чемпионата России против «Уфы» (2:1) Промес отметился голевой передачей на Артёма Дзюбу на 34-й минуте встречи. Дебютировав за клуб, он быстро обосновался в России, заявив, что лига ему подходит и как он адаптировался к необычным условиям, с которыми столкнулся при трансфере. Дебютные матчи получились для голландца не очень удачными, он никак не мог забить, а во время выезда в Пермь получил травму и был заменён уже на 36-й минуте. Свои первые мячи за «Спартак» Промес забил 14 сентября 2014 года в матче 7-го тура чемпионата России против московского «Торпедо» (3:1) сделав дубль, отличившись на 34-й и 71-й минутах встречи. Также Промес вместе с Романом Широковым сформировали связку в схеме 4—3—3 под руководством Мурата Якина. 9 ноября 2014 года в поединке против тульского «Арсенала» (2:0) забил мяч на 22-й минуте встречи и был признан лучшим футболистом матча. 23 ноября 2014 года в матче 14-го тура чемпионата России против «Мордовии» (4:2) забил два мяча и отдал голевую передачу. По итогам ноября Промес был признан лучшим футболистом месяца в чемпионате по версии РФПЛ. По ходу дебютного сезона Промес ещё не раз демонстрировал своё бомбардирское чутьё.

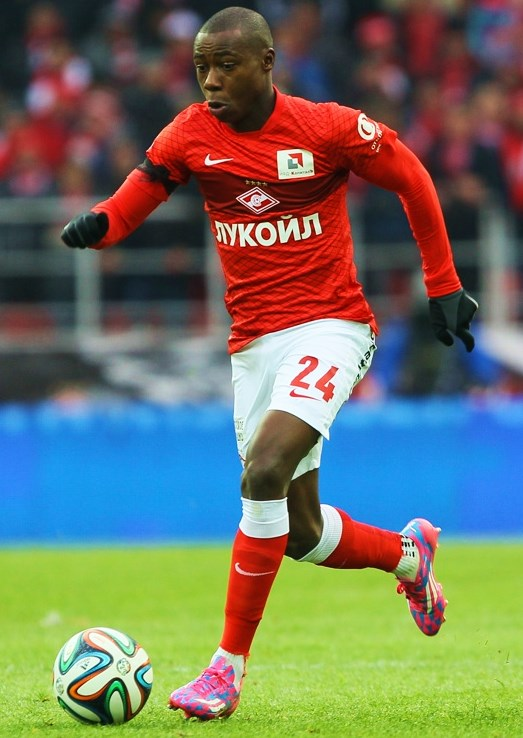
Промес в матче против «Локомотива», 27 октября 2014 года

8 марта 2015 года в первом после зимнего перерыва официальном матче против «Краснодара» (1:3) забил мяч на 87-й минуте встречи. 21 марта 2015 года в поединке 20-го тура чемпионата России против московского «Торпедо» (1:0), Промес забил единственный мяч в этом матче, отличившись на 21-й минуте. 18 апреля 2015 года в матче 24-го тура чемпионата России против «Мордовии» (3:1) сделал дубль, отличившись на 46-й и 78-й минутах встречи и был признан лучшим игроком этого матча. 26 апреля 2015 года в домашнем поединке 25-го тура чемпионата России против казанского «Рубина» (1:0) Промес забил в компенсированное ко второму тайму время единственный мяч в этой встрече, тем самым принеся победу своей команде. Позже тот мяч был признан самым красивым голом «Спартака» в сезоне. По итогам апреля 2015 года был признан игроком месяца в РФПЛ. В пяти последних матчах, оставшихся до конца сезона, Промес забил ещё три мяча: один раз в ворота грозненского «Терека» (2:4) и дважды в ворота пермского «Амкара» (3:3). Подводя итоги сезона, представители Российского футбольного союза включили Промеса в символический список 33-х лучших футболистов Премьер-лиги. Размышляя о его первом сезоне в «Спартаке», главный тренер команды Мурат Якин назвал Промеса лучшим игроком команды, а СМИ назвали его трансфер одним из лучших в сезоне. Фанаты «Спартака» вручили ему приз «Золотой кабан» как лучшему футболисту по итогам сезона. В свой первый сезон в московском «Спартаке» Промес провёл в общей сложности 29 матчей и забил 13 мячей во всех соревнованиях, что сделало его лучшим бомбардиром клуба в том сезоне. Летом 2015 года вокруг персоны Промеса ходило множество трансферных слухов. Непопадание московской команды в еврокубки могло побудить голландца покинуть команду, однако он всё-таки решился остаться с «красно-белыми»:
Сейчас я даже не думаю о переходе в другой клуб, так как я счастлив в «Спартаке» — и все мои мысли связаны в настоящее время только с этой командой. Конечно, в футболе сложно что-то предугадать заранее, но повторю: я рад быть здесь и уходить никуда не собираюсь.
Позже агент игрока заявил, что на Промеса претендовали два клуба из Европы, которые были готовы заплатить 15 миллионов евро, однако в «Спартаке» наотрез отказались обсуждать трансфер.

#### Сезон 2015/2016

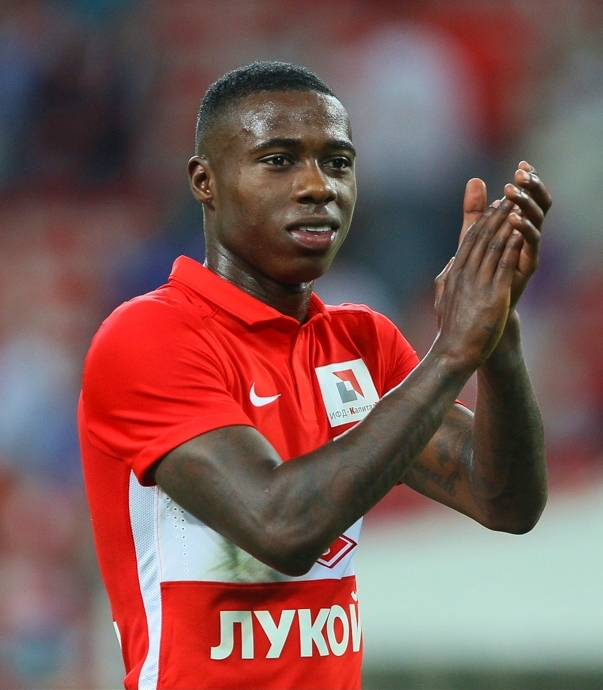
Промес в матче против «Рубина», 4 августа 2015 года

Сезон 2015/2016 получился для Промеса таким же успешным. При новом главном тренере «Спартака» Дмитрии Аленичеве, Промес играл нападающего в схеме 5—3—2 или 3—5—2, конкурировав с Юрой Мовсисяном и Зе Луишем. Свои первые мячи в новом сезоне Промес забил 9 августа 2015 года в матче 4-го тура чемпионата России против самарских «Крыльев Советов» (2:0) сделав дубль, отличившись на 5-й и 52-й минутах встречи. 22 августа 2015 года вновь оформил дубль, забив два мяча ударами с дальней дистанции в ворота «Амкара» (3:1) в матче 6-го тура чемпионата России, отличившись на 66-й и 71-й минутах встречи. Позже был признан лучшим игроком 6-го тура РФПЛ. По итогам августа 2015 года был признан болельщиками «Спартака» лучшим игроком месяца. 13 сентября 2015 года Промес забил единственный мяч в домашнем матче 8-го тура чемпионата России против «Ростова» (1:0), принеся тем самым своему клубу победу в матче. По итогам сентября 2015 года был вновь признан лучшим игроком месяца болельщиками «Спартака».
25 октября 2015 года в игре 13-го тура чемпионата России с московским «Динамо» (3:2) оформил дубль, забив первый мяч на 22-й минуте встречи, а второй мяч Промеса забитый на 91-й минуте принёс победу «Спартаку» в этом матче. В октябре 2015 года в третий раз подряд был признан лучшим игроком месяца. 30 ноября 2015 года в матче 17-го тура чемпионата России против «Рубина» (2:2) Промес впервые за карьеру в «Спартаке» реализовал пенальти. В декабре 2015 года Промес получил приз как лучший игрок «Спартака» в сезоне 2014/2015 по мнению движения болельщиков Fratria. В последнем матче «Спартака» в 2015 году Промес с подачи Дмитрия Комбарова на 1-й минуте забил единственный мяч в домашнем матче против «Крыльев Советов» (1:0). Этот мяч стал 10-м для голландца в чемпионате России 2015/2016, также этот мяч, забитый на 54-й секунде, стал самым быстрым в сезоне и 15-тысячным в истории чемпионата России. Прогресс игрока лишь подогревал интересов ведущих клубов Европы. По словам агента Промеса Эрсина Аркана, им интересуются «Атлетико», «Валенсия» и «Пари Сен-Жермен». Однако сам голландец продолжал настаивать на своей верности «Спартаку» и пообещал уйти из команды только после завоевания титула.

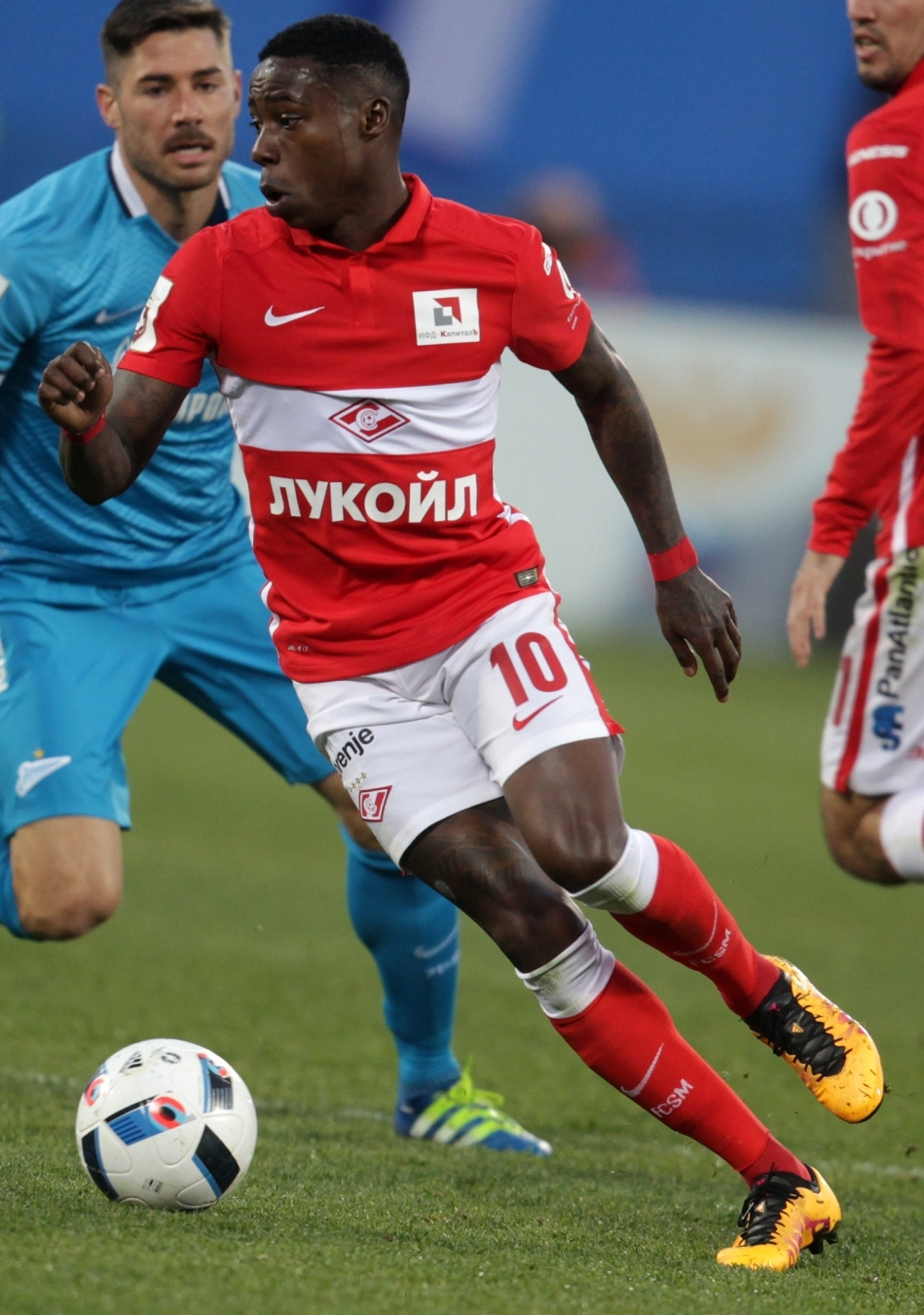
Промес в матче против «Зенита», 16 апреля 2016 года

В январе 2016 года, после ухода Юры Мовсисяна, Промес сменил свой 24-й игровой номер на 10-й, признавшись, что давно хотел играть именно под «десяткой». К марту 2016 года Промес подходил с 12 голами и званием лучшего бомбардира чемпионата. С марта по апрель 2016 года забил четыре мяча, отличившись в ворота клубов: «Амкар» (2:1), «Анжи» (4:0), «Кубань» (2:2), «Мордовия» (2:2). 8 мая 2016 года забил два мяча в матче 27-го тура чемпионата России против московского «Динамо» (3:0), отличившись на 44-й и 86-й минутах встречи. Также в мае 2016 года, в следующий двух турах, забил два мяча, поразив ворота «Урала» (1:0) и «Терека» (3:0). По итогам сезона, Промес с восемнадцатью мячами стал вторым бомбардиром чемпионата. Всего в сезоне 2015/2016 во всех турнирах провёл 32 матча и забил 18 мячей. Также был признан болельщиками команды лучшим футболистом сезона второй раз подряд, получив награду «Золотой кабан».

#### Сезон 2016/2017

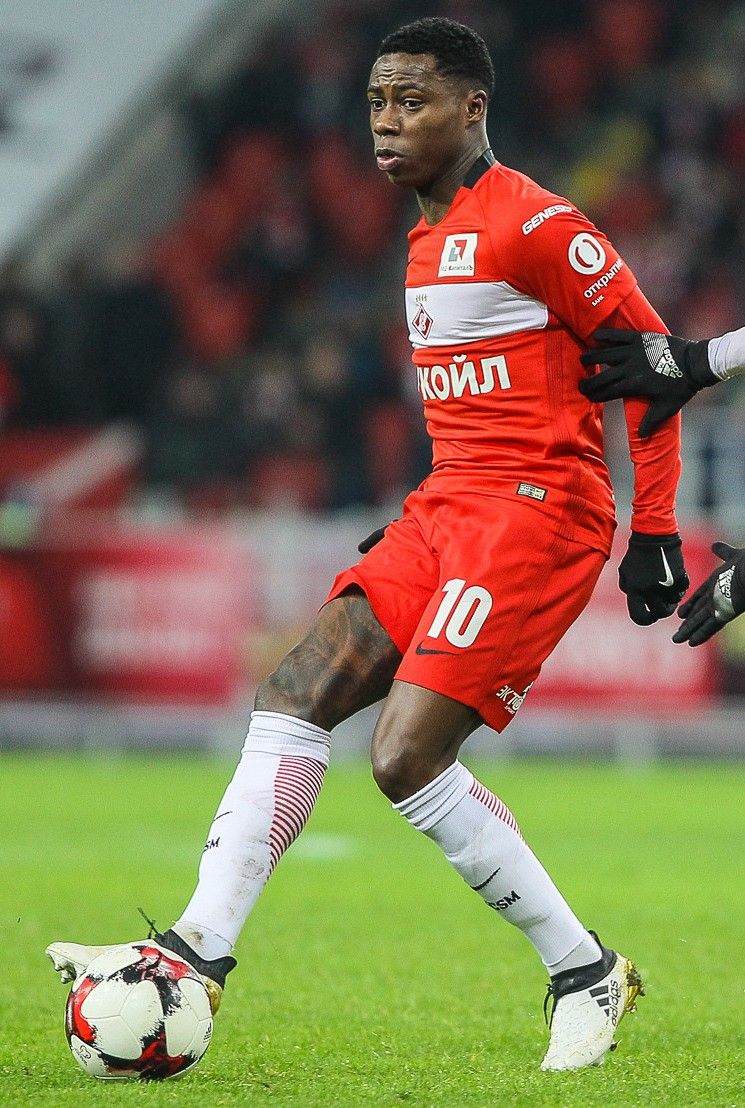
Промес в матче против «Амкара», 21 ноября 2016 года

Перед началом сезона 2016/2017 Промес заявил, что хочет остаться в «Спартаке», несмотря на продолжающийся интерес со стороны других клубов. Летом 2016 года руководство «Спартака» предложило Промесу продлить контракт до 2020 года, но первый тур переговоров не увенчался успехом. Свои первые мяч в сезоне забил 31 июля 2016 года в матче 1-го тура чемпионата России против тульского «Арсенала» (4:0), в котором Промес отметился дублем, забив с передач Дмитрия Комбарова и Александра Зуева. При новом главном тренере «Спартака» Массимо Каррере Промес стал играть на позиции крайнего нападающего в схеме с четырьмя защитниками. 27 августа 2016 года Промес продлил контракт с клубом до 2021 года. По новому соглашению Промес стал получать 3,2 миллиона евро в год, а сумма отступных составила 35 млн евро. 28 августа 2016 года, на следующий день после подписания нового контракта, Промес отметился забитым мячом в ворота «Анжи» (2:0), отличившись на 81-й минуте встречи. 16 сентября 2016 года оформил «дубль» в гостевом матче 7-го тура чемпионата России против «Оренбурга» (3:1), отличившись на 2-й и 66-й минутах встречи. В начале октября 2016 года Промес получил травму находясь в распоряжении сборной Нидерландов и восстановился от её последствий лишь к 29 октября 2016 года, выйдя в стартовом составе в матче 12-го тура чемпионата России против московского ЦСКА (3:1). Следующий свой мяч в чемпионате России Промес забил лишь 5 декабря 2016 года, отличившись в матче 17-го тура в ворота «Рубина» (2:1) на 43-й минуте встречи. К концу года Промес занял второе место в голосовании на номинацию «Футболист года в России» после Фёдора Смолова.

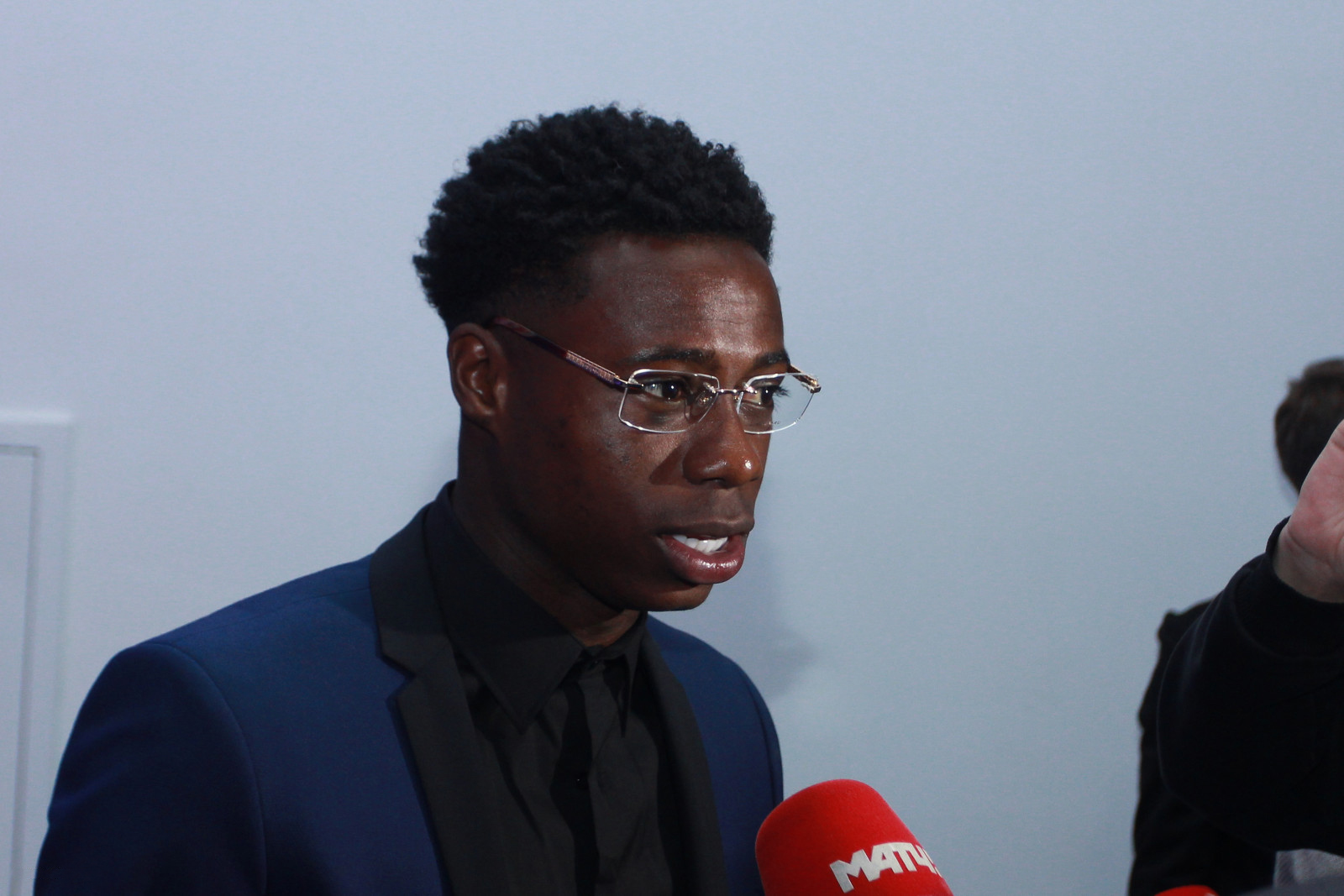
Промес на церемонии вручения наград РФПЛ, 23 мая 2017 года

В весенней части сезона Промес забил мяч 18 марта 2017 года в матче 20-го тура чемпионата России в ворота московского «Локомотива» (1:1), отличившись на 52-й минуте встречи с передачи Зе Луиша, тем самым сравняв счёт в этом матче. В апреле 2017 года забивал в трёх матчах подряд. 3 апреля 2017 года принёс «Спартаку» победу в домашней игре 21-го тура чемпионата России против «Оренбурга» (3:2), отличившись с передачи Андрея Ещенко на пятой компенсированной минуте ко второму тайму. 9 апреля 2017 года Промес в гостевом матче 22-го тура чемпионата России реализовал первый в пользу «Спартака» в сезоне пенальти, назначенный в ворота «Уфы» (3:1), этот мяч стал победным этом в матче. 17 апреля 2017 года сумел отличиться забитым мячом в четвёртом для себя матче подряд, открыв счёт на 22-й минуте в матче 23-го тура чемпионата России против петербургского «Зенита» (2:1), а затем на 80-й минуте отдал голевой пас на Александра Самедова, который установил окончательный счёт в пользу «Спартака». 6 мая 2017 года в матче 27-го тура чемпионата России Промес на 15-й минуте встречи реализовал пенальти и принёс «Спартаку» победу над «Томью» (1:0). Этот гол, а также поражение «Зенита» от «Терека», которое произошло на следующий день, принесли красно-белым первое за 16 лет чемпионское звание и прервали бестрофейную серию команды, которая длилась с 2003 года. По итогам сезона 2016/2017 Промес провёл во всех турнирах 29 матчей и забил 12 мячами, стал третьим бомбардиром чемпионата и лучшим футболистом сезона по системе «гол+пас» (12+9). Также был назван лучшим игроком сезона в РФПЛ.

#### Сезон 2017/2018

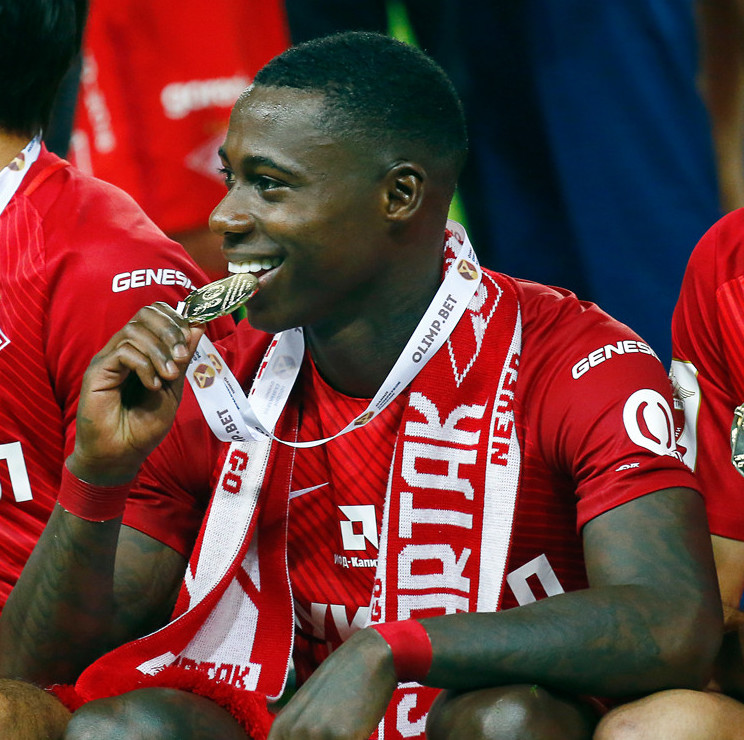
Промес после победы в Суперкубке России, 14 июля 2017 года

В преддверии сезона 2017/2018, Промес дал понять, что не покинет «Спартак», заявив: «Пока не вижу причин для ухода из „Спартака“», несмотря на предметный интерес со стороны других клубов. Для «Спартака» новый сезон начался 14 июля 2017 года матчем за Суперкубок России против московского «Локомотива», Промес провёл на поле весь матч и на 113-й минуте забил победный мяч, а сам матч завершился со счётом 2:1, принеся «красно-белым» второй трофей за несколько месяцев. Несмотря на то, что летняя часть чемпионата складывалась для «Спартака» не совсем удачно, команда занимала 9-е место в турнирной таблице, тем не менее Промес в первых восьми турах сумел отличиться пятью забитыми мячами. 9 сентября 2017 года в домашней встрече 9-го тура чемпионата России против «Рубина» (1:0) Промес провёл свой сотый матч за «Спартак», в этом же поединке забил единственный мяч, который стал для него 50-м за «Спартак». После окончания матча главный тренер команды Массимо Каррера назвал Промеса выдающимся игроком.

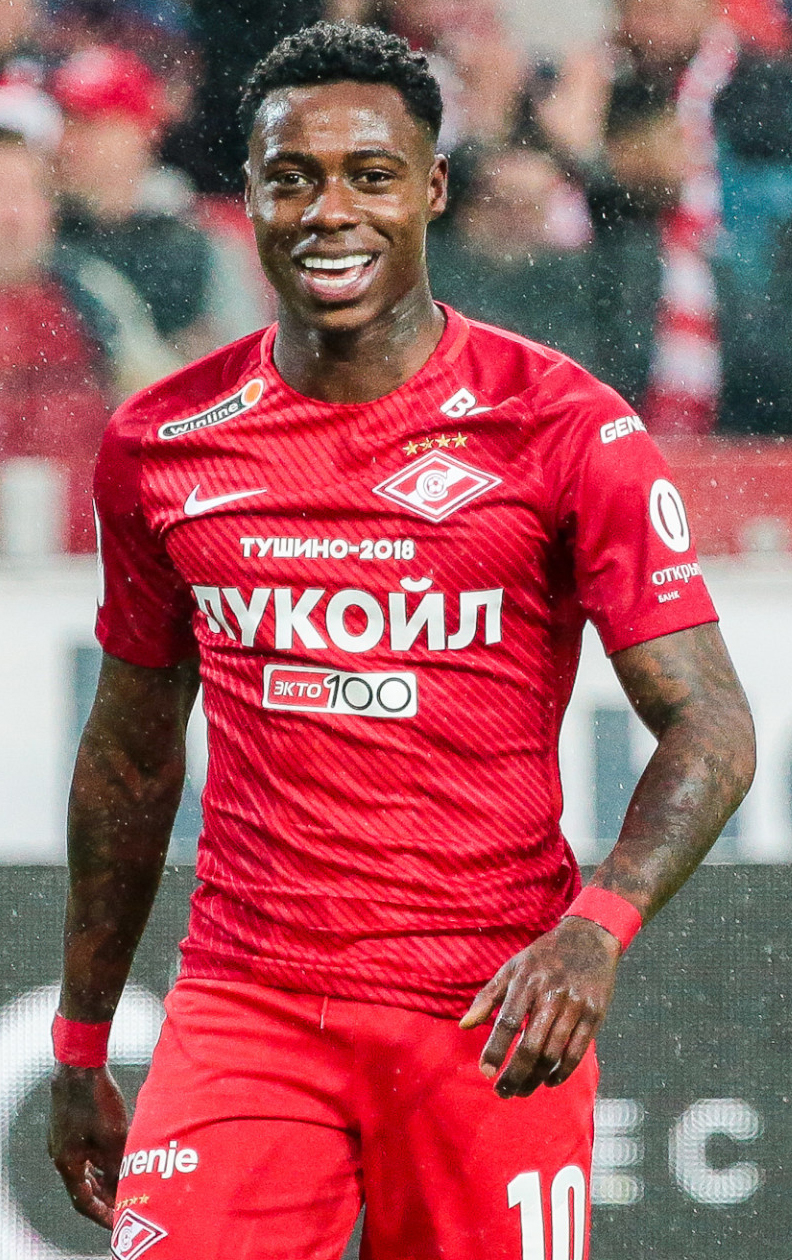
Промес в матче против «Тосно», 18 апреля 2018 года

20 сентября 2017 года в матче 1/16 финала Кубка России против «Кубани» (2:0) Промес оформил «дубль», отличившись на 45-й и 52-й минутах встречи, тем самым помог своей команде выйти в следующий раунд. Однако во время этого матча он получил травму подколенного сухожилия, из-за которой он выбыл из игры на весь сентябрь. Промес вернулся в состав «Спартака» 12 октября 2017 года к матчу 13-го тура чемпионата России против «Ахмата» (2:1), в котором на 30-й минуте встречи отдал голевую передачу на Дениса Глушакова. 17 октября 2017 года в матче 3-го тура группового этапа Лиги чемпионов УЕФА против испанской «Севильи» (5:1) Промес отметился «дублем», отличившись на 18-й и 90-й минутах встречи, а также отдал две голевые передачи на 58-й минуте на Лоренсо Мельгарехо и на 74-й минуте на Луиса Адриано. По итогам матча был признан лучшим игроком по версии УЕФА. К концу 2017 года Промес забил четыре мяча, в том числе 10 декабря 2017 года в дерби против московского ЦСКА (3:0), в котором он сделал «дубль», отличившись на 10-й и 61-й минутах встречи, забив свои первые голы в карьере в ворота армейского клуба. По итогам декабря 2017 года, Промес был назван игроком месяца. Затем, 18 декабря 2017 года, он был назван футболистом года в России.
На протяжении всего январского трансферного окна Промес был трансферной целью «Саутгемптона». «Спартак» отказался от предложения в 30 миллионов фунтов стерлингов, так как не смог найти замену Промесу. 8 апреля 2017 года в матче 25-го тура чемпионата России против «Анжи» (4:1) оформил свой первый хет-трик в карьере, отличившись на 10-й, 14-й и 27-й минутах. Это был первый с 2013 года хет-трик для спартаковцев в чемпионате России, а также второй в истории хет-трик нидерландского футболиста (первый сделал Ройстон Дренте из «Алании» в 2013 году). После матча с «Анжи» Промес стал лучшим иностранным бомбардиром в истории «Спартака». До конца сезона забил за «Спартак» ещё три мяча, отличившись в матче 1/4 финала Кубка России против «Крыльев Советов» (3:1), матче 26-го тура чемпионата России против «Урала» (1:2) и матче 29-го тура против «Ростова» (2:1). В трёх последних матчах сезона Промес был капитаном команды в отсутствие Дениса Глушакова. По итогам сезона 2017/2018, Промес провёл за «Спартак» во всех турнирах 38 матчей и забил 21 мяч и стал бронзовым призёром чемпионата. Стал лучшим бомбардиром чемпионата России с 15 забитыми мячами и лучшим игроком по системе «гол+пас» (15+7). Также во второй раз подряд был признан лучшим игроком сезона в чемпионате России.

#### Сезон 2018/2019

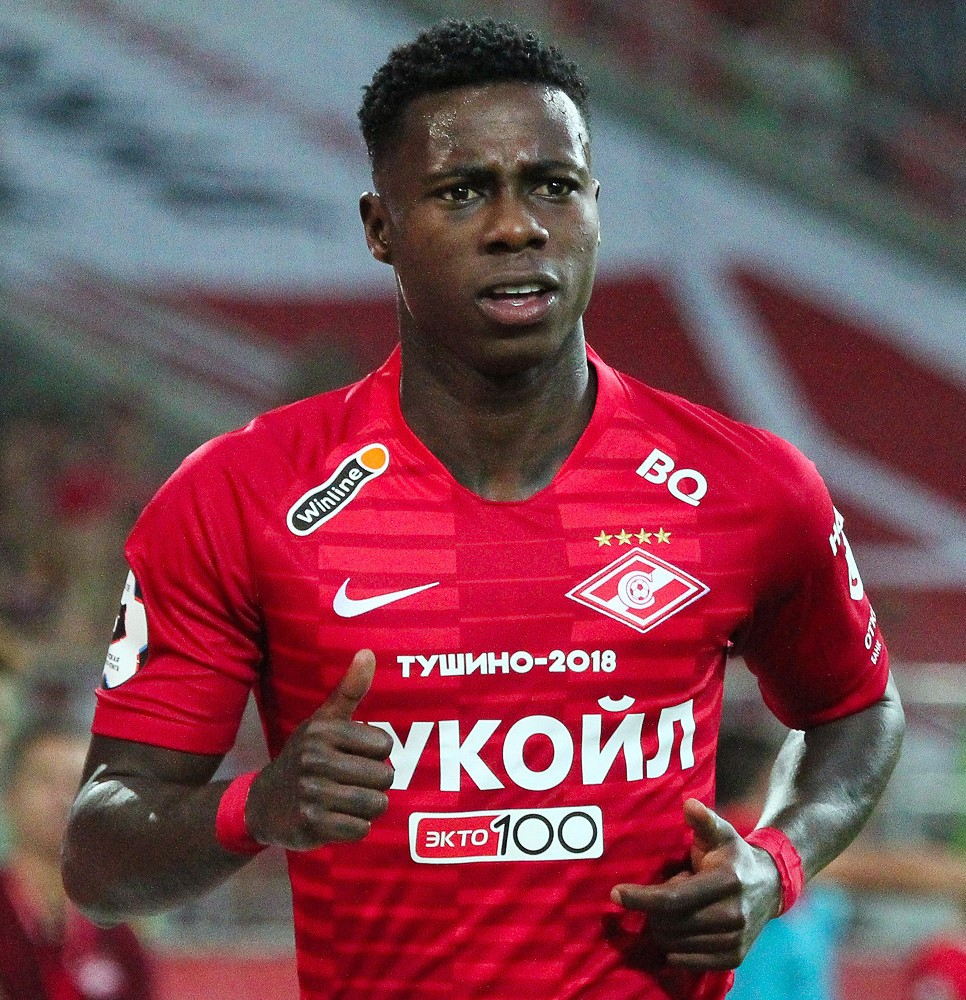
Промес в матче против «Анжи», 25 августа 2018 года

В сезоне 2018/2019 Промес продолжал оставаться игроком основного состава, где выступал на левом фланге атаки. Свой первый мяч в сезоне забил 8 августа 2018 года в первом матче третьего квалификационного Лиги чемпионов УЕФА против греческого клуба ПАОК (2:3), отличившись с передачи Луиса Адриано на 17-й минуте встречи. В этом же матче на 71-й минут не реализовал пенальти. В конечном итоге «Спартак» выбыл из борьбы за участие на групповом этапе Лиги чемпионов УЕФА, сыграв в ответном матче 0:0. Неделю спустя, 25 августа 2018 года, в матче 5-го тура чемпионата России против московского «Динамо» (2:1) забил свой первый мяч в новом сезоне чемпионата России, реализовав пенальти на 7-й минуте встречи. Этот гол стал последним для Промеса в «Спартаке». Всего в сезоне 2018/2019 провёл за клуб семь матчей и забил два мяча.
В составе «Спартака» Промес выступал с 2014 по 2018 год, проведя во всех турнирах 135 матчей, в которых забил 66 мячей и отдал 34 результативные передачи. В составе клуба он стал чемпионом России (сезон 2016/2017) и обладателем Суперкубка страны (2017). По количеству голов в чемпионате России Промес (59 мячей) в истории «Спартака» уступал только россиянам Егору Титову (87), Роману Павлюченко (69) и Андрею Тихонову (68). Голландец за время выступления за «Спартак» стал самым результативным легионером в истории клуба, становился лучшим бомбардиром чемпионата России сезона 2017/2018, а также Промес был лучшим игроком чемпионата России по системе «гол+пас» в сезонах 2016/2017 и 2017/2018. Почти половину голов «Спартак» забивал при участии Промеса.

### «Севилья»
31 августа 2018 года Промес перешёл в испанский клуб «Севилья», подписав пятилетний контракт. Сумма трансфера составили около 21 миллиона евро, а сам игрок стал зарабатывать 3,2 миллиона евро в год и получил подписной бонус в размере двух миллионов евро. Голландец стал одним из самых высокооплачиваемых игроков «севильцев». Трансфер Промеса стал вторым самым дорогим трансфером в истории «Севильи». Также был установлен трансферный рекорд продаж для московского клуба. Прежний рекорд держался с 2008 года, когда «красно-белые» продали в английский «Тоттенхэм Хотспур» за 17,4 миллиона евро нападающего Романа Павлюченко. В новом клубе взял себе 21-й игровой номер.
1 сентября 2018 года Промес провёл первую тренировку в составе «Севильи». Дебютировал за клуб 2 сентября 2018 года в матче третьего тура чемпионата Испании против «Реал Бетиса» (0:1), выйдя на поле на 87-й минуте вместо Симона Кьера. С тех пор он ещё дважды выходил на замену в чемпионате Испании: 21 минута с «Хетафе» (0:2) и 27 минут с «Леванте» (6:2), также провёл полный матч со «Стандардом» (5:1) в Лиге Европы УЕФА. Первый мяч за «Севилью» забил 25 октября 2018 года в матче 3-го тура группового этапа Лиги Европы УЕФА против турецкого «Акхисара» (6:0), Промес отличился на 35-й минуте встречи в падении через себя, однако он был записан как автогол, во втором тайме, на 60-й минуте встречи, Промес отправил ещё один мяч в ворота турецкой команды, который и стал для него дебютным в новой команде. До этого матча голландец провёл восемь игр, но не сумел отметиться в них забитыми мячами.
Первоначально не являлся игроком стартового состава, в основном выходя на замены, играя левого и правого защитника. Впервые в стартовом составе андалузской команды в рамках чемпионата Испании он сыграл только 4 ноября 2018 года против «Реал Сосьедада» (0:0), в следующем матче против «Эспаньола» (2:1) был заменён в перерыве. Результативными действиями в 2018 году отметился только в Лиге Европы, по разу забив и ассистировав в двух встречах «Аксисаром». 26 января 2019 года в матче 21-го тура чемпионата Испании против «Леванте» (5:0) Промес вышел в стартовом составе на позицию левого защитника и забил свой дебютный мяч за «Севилью» в Ла Лиге, также за матч сделал две голевые передачи и заработал пенальти, по версии портала WhoScored.com он стал лучшим игроком матча с рейтингом 9,9. С 21-го тура Промес играл ключевую роль в своей команде и играл все 90 минут. 26 марта 2019 года появилась информация, что Промесом интересуется «Барселона». Свой следующий мяч за клуб забил 25 апреля 2019 года в матче 34-го тура чемпионата Испании против «Райо Вальекано» (5:0), отличившись на 55-й минуте встречи. Всего в составе «Севильи» провёл во всех турнирах 49 матчей и забил три мяча. В 33 играх чемпионата Испании, Промес только 15 начинал в стартовом составе, по системе «гол+пас» набрал во всех турнирах «3+9», а в Ла Лиге «2+4».

### «Аякс»

#### Сезон 2019/2020

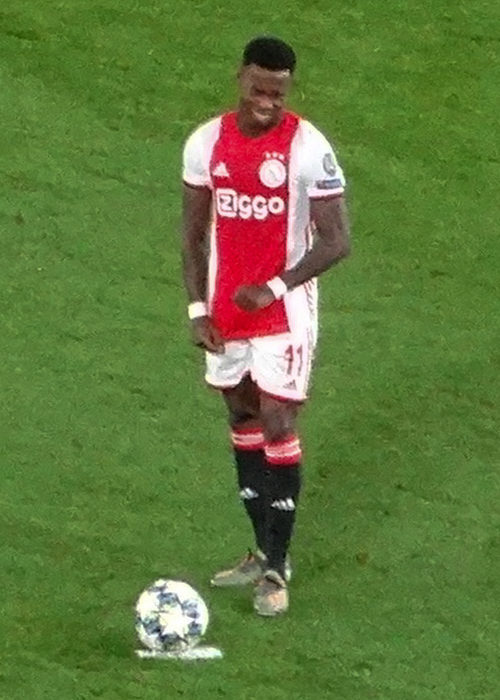
Промес в матче Лиги чемпионов против «Челси», 5 ноября 2019 года

24 июня 2019 года Промес перешёл в амстердамским «Аякс», подписав пятилетний контракт до 30 июня 2024 года. Сумма трансфера составила 15,7 миллионов евро. Дебютировал за клуб 27 июля 2019 года в матче за Суперкубок Нидерландов против ПСВ (2:0), выйдя в стартовом составе и проведя на поле 59 минут, тем самым став обладателем трофея в первом же матче за «Аякс». В чемпионате Нидерландов Промес дебютировал за новую команду 3 августа 2019 года в гостевом матче 1-го тура против «Витесса» (2:2), выйдя на замену на 69-й минуте вместо Хакима Зиеша. Во втором туре в домашнем матче против «Эммена» (5:0) также вышел на замену во втором тайме.
17 августа 2019 года впервые вышел в стартовом составе в матче чемпионата, но был заменён уже на 41-й минуте при счёте 0:0 в матче с «ВВВ-Венло», в конечном счёте «Аякс» победил 4:1. Свой первый мяч за «Аякс» забил 1 сентября 2019 года в гостевом матче 5-го тура чемпионата Нидерландов против роттердамской «Спарты» (4:1), открыв счёт в игре на 25-й минуте встречи c передачи Лисандро Мартинеса. 17 сентября 2019 года в матче 1-го тура группового этапа Лиги чемпионов УЕФА против французского «Лилля» (3:0) вышел в стартовом составе и открыл счёт на 18-й минуте встречи с передачи Николаса Тальяфико. 22 сентября 2019 года Промес забил единственный мяч «Аякса» в игре 7-го тура чемпионата Нидерландов против ПСВ (1:1), открыв счёт на 63-й минуте встречи с передачи Душана Тадича. 25 сентября 2019 года оформил хет-трик в перенесённом матче 4-го тура чемпионата Нидерландов против ситтардской «Фортуны» (5:0), отличившись на 50-й, 68-й и 83-й минутах встречи.
2 октября 2019 года в гостевом матче 2-го тура группового этапа Лиги чемпионов УЕФА против испанской «Валенсии» (3:0) с передачи Донни ван де Бека на 34-й минуте встречи забил один из мячей своей команды. Промес стал третьим игроком в истории «Аякса», забивший в двух стартовых матчах Лиги чемпионов УЕФА подряд. 1 ноября 2019 года в матче 12-го тура чемпионата Нидерландов забил два мяча в ворота «ПЕК Зволле» (4:2), отличившись на 6-й и 11-й минутах встречи. 5 ноября 2019 года забил один из мячей «Аякса» в гостевом матче 4-го тура группового этапа Лиги чемпионов УЕФА против «Челси» (4:4), отличившись на 20-й минуте с передачи Хакима Зиеша. 23 ноября 2019 года в матче 14-го тура чемпионата Нидерландов сделал дубль в ворота «Хераклеса» (4:1), отличившись с передач Хакима Зиеша на 26-й и 60-й минутах встречи. 27 ноября 2019 года забил в ворота «Лилля» (2:0) в матче 5-го тура группового этапа Лиги чемпионов УЕФА, отличившись на 59-й минуте встречи с передачи Хакима Зиеша.
2 февраля 2020 года в матче 21-го тура чемпионата Нидерландов против ПСВ (1:0), Промес на 35-й минуте встречи забил единственный мяч и тем самым помог своей команде одержать победу. 7 марта 2020 года в матче 26-го тура чемпионата Нидерландов против «Херенвена» (3:1) на 63-й минуте встречи Промес с передачи Лассины Траоре забил третий мяч «Аякса» в этом матче. 24 апреля 2020 года из-за пандемии коронавируса, королевский футбольный союз Нидерландов принял решение не доигрывать оставшиеся матчи чемпионата страны сезона 2019/2020, победитель чемпионата не был определён, также ни одна команда не покинула высший дивизион, а путёвки в еврокубки были распределены согласно местам в турнирной таблице. В сезоне 2019/2020 Промес провёл во всех турнирах за «Аякс» 28 матчей и забил 16 мячей.

#### Сезон 2020/2021
Свой первый мяч в сезоне 2020/2021 Промес забил 26 сентября 2020 года в матче 3-го тура чемпионата Нидерландов против «Витесса» (2:1), поразив ворота на 21-й минуте встречи с передачи Нуссаира Мазрауи. 31 октября 2020 года в матче 7-го тура чемпионата Нидерландов против ситтардской «Фортуны» (5:2) забил пятый мяч своей команды, реализовав пенальти на пятой компенсированной минуте ко второму тайму. 8 ноября 2020 года в матче 8-го тура чемпионата Нидерландов против «Утрехта» (3:0) на первой компенсированной минуте ко второму тайму встречи забил мяч и установил окончательный счёт. 28 ноября 2020 года в матче 10-го тура чемпионата Нидерландов против «Эммена» (5:0) на 82-й минуте забил мяч с передачи Давида Нереса и установил окончательный счёт. 12 декабря 2020 года в матче 12-го тура чемпионата Нидерландов против «ПЕК Зволле» (4:0) на 11-й минуте матча забил мяч с передачи Антони. 10 января 2021 года в матче 15-го тура чемпионата Нидерландов против ПСВ (2:2) на 40-й минуте с передачи Душана Тадича забил мяч. В сезоне 2020/2021 футболист успел провести за «Аякс» 25 матчей во всех турнирах и забить шесть мячей. 24 февраля 2021 года «Аякс» объявил о уходе Промеса из команды. Всего за амстердамский клуб провёл 53 матча во всех турнирах и забил 22 мяча.

### Возвращение в «Спартак»

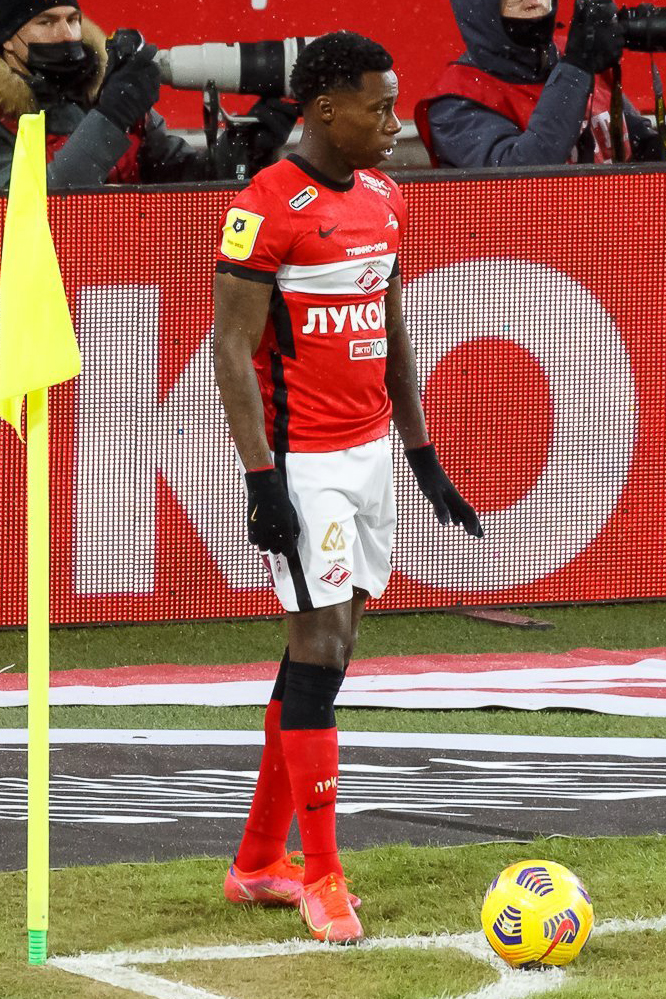
Промес исполняет угловой удар в матче против «Урала», 18 марта 2021 года

В декабре 2020 года в СМИ начали появляться сообщения о возможном возвращении Промеса в московский «Спартак». 17 января 2021 года руководство «красно-белых» заявило, что «клуб хочет максимально эффективно потратить деньги, поэтому, процесс перехода будет небыстрым». Позже стало известно, что «Спартак» предложил «Аяксу» три варианта сделки по Промесу: оплачиваемую аренду с последующим выкупом по окончании сезона; трансфер с разбивкой платежей и возможностью их прекращения в случае, если Промесу придётся вернуться на родину; а также трансфер с перечислением полной суммы, но возможностью возврата её части в случае, если игрока обяжут вернуться в Нидерланды. Вскоре спортивный директор «Аякса» Марк Овермарс объявил, что футболист намерен покинуть клуб и подтвердил, что ведёт активные переговоры по трансферу.

#### Сезон 2020/2021
25 февраля 2021 года «Спартак» официально сообщил о завершении перехода полузащитника в стан команды, футболист подписал контракт на три с половиной года. «Красно-белые» заплатили за игрока 8,5 миллиона евро, вместе с бонусами сумма может вырасти до 11 млн. Позже Промес высказался о возвращении в «Спартак»:
Держу в уме Евро-2020. Хочу снова играть важную роль в команде и регулярно выходить на поле.
26 февраля 2021 года провёл свою первую тренировку в «Спартаке» после возвращения. Свой первый матч после возвращения провёл 28 февраля 2021 года во встрече 20-го тура чемпионата России против «Рубина» (0:2) выйдя в стартовом составе и проведя на поле весь матч. 7 марта 2021 года в домашнем матче 21-го тура чемпионата России против «Краснодара» (6:1) на 8-й минуте с передачи Джордана Ларссона забил свой первый мяч после возвращения, что стало 100-м очком Промеса по системе «гол+пас» за «Спартак», а на 60-й минуте сделал голевую передачу на Александра Соболева. 18 марта 2021 года в домашнем матче 23-го тура чемпионата России против «Урала» (5:1) на 26-й минуте забил мяч с передачи Романа Зобнина, а в компенсированное время ко второму тайму заработал пенальти, которое реализовал Александр Соболев. 16 мая 2021 года в гостевом матче 30-го тура чемпионата России против «Ахмата» (2:2) на 54-й минуте с передачи Алекса Крала забил мяч, также был признан лучшим игроком матча. Всего в сезоне 2020/2021 провёл 11 матчей, забил три мяча и сделал три голевые передачи. По итогам сезона, завоевал со «Спартаком» серебряные медали чемпионата.

#### Сезон 2021/2022

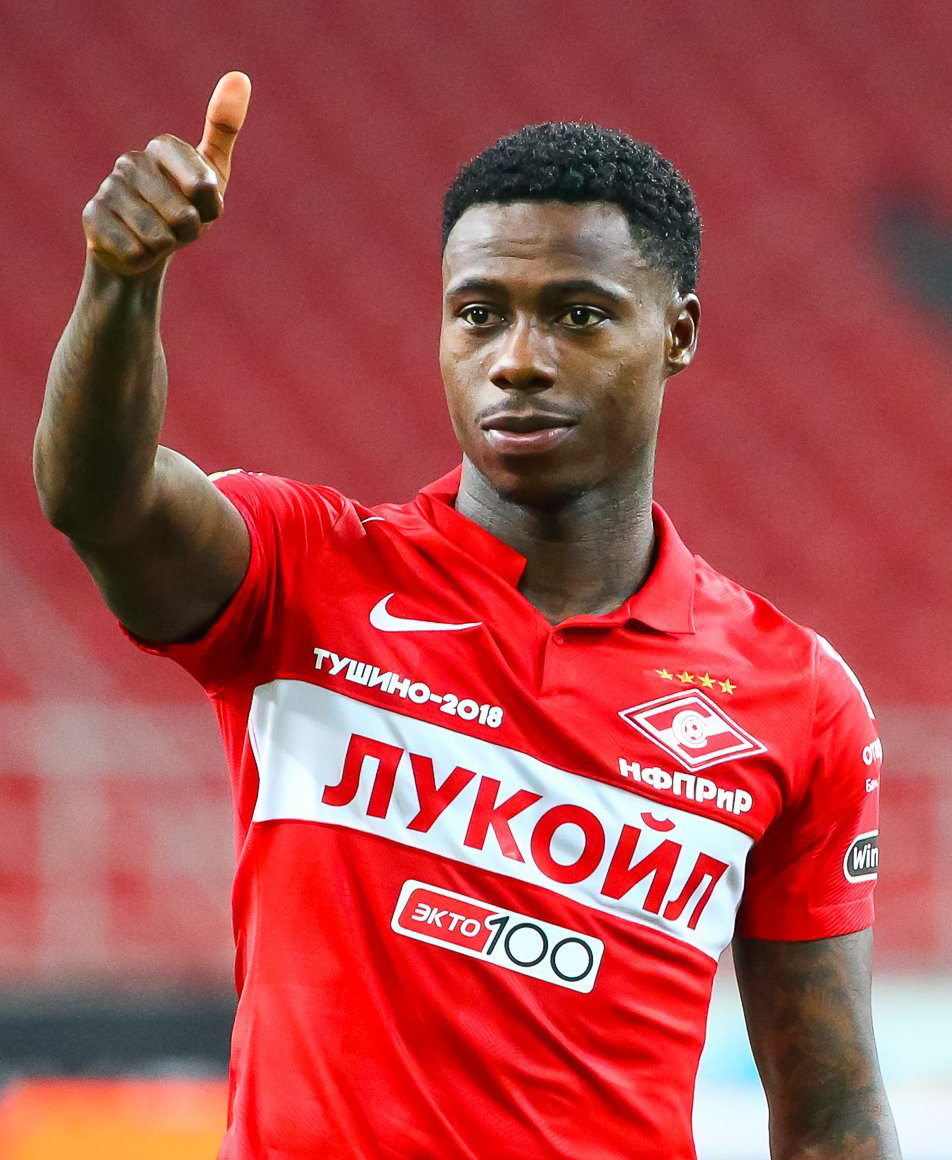
Промес после гола в матче против «Химок», 11 сентября 2021 года

Первый мяч в сезоне 2021/2022 забил в домашнем матче 7-го тура чемпионата России против «Химок» (3:1), отличившись на 48-й минуте встречи с передачи Эсекьеля Понсе, в конце матча также был признан лучшим игроком. Мяч забитый в ворота подмосковного клуба стал 70-м за «Спартак» для Промеса, он стал первым легионером в истории клуба сумевшим забить 70 голов, а также 13-м игроком добравшимся до этой отметки. 25 сентября 2021 года в домашнем матче 9-го тура чемпионата России против «Уфы» (2:0) на 29-й минуте встречи забил мяч, а по итогам матча был признан лучшим игроком. 30 сентября 2021 года в гостевом матче 2-го тура Лиги Европы УЕФА против «Наполи» (3:2) оформил дубль, забив на 55-й и 90-й минутах встречи.
4 декабря 2021 года в матче 17-го тура чемпионата России против «Ахмата» (2:1) забил мяч и помог своей команде одержать победу, а также повторил достижение, которое больше 20 лет принадлежало Андрею Тихонову, для Промеса этот мяч оказался 26-м решающим за время выступления за «Спартак». 2 марта 2022 года в домашнем матче 1/8 финала Кубка России против «Кубани» (6:1) оформил дубль, отличившись на 6-й и 17-й минутах встречи, а на 62-й минуте отдал голевую передачу на Шамара Николсона. 6 марта 2022 года в гостевом матче 20-го тура чемпионата России против московского «Динамо» (2:0) на 38-й минуте встречи забил мяч, Промес забил в ворота «бело-голубых» седьмой мяч в чемпионате — больше, чем любой другой команде. Этот гол стал 78-м в футболке «Спартака» для Промеса, он догнал Сергея Сальникова и вошёл в десятку лучших бомбардиров в истории «красно-белых». 13 марта 2022 года в домашнем матче 21-го тура чемпионата России против «Краснодара» (1:2) на 38-й минуте реализовал пенальти и догнал Андрея Тихонова по числу голов в чемпионатах России, делив с ним третье место в списке лучших бомбардиров «Спартака» с результатом в 68 забитых мячей. 11 мая 2022 года в полуфинальном матче Кубка России против «Енисея» (3:0) забил свой 80-й мяч за «красно-белых», для этого Промесу понадобилось провести 174 матча. 29 мая 2022 года в финале Кубка России против московского «Динамо» (2:1) Промес забил победный мяч и помог «Спартаку» выиграть Кубок России впервые с 2003 года. Промес наряду с Романом Зобниным и Георгием Джикией стал первым в истории клуба футболистом, кому покорились все три российских трофея. Всего в сезоне 2021/2022 провёл во всех турнирах 31 матч и забил 12 мячей. По итогам сезона в третий раз стал обладателем награды лучшему игроку «Спартака» по версии болельщиков — «Золотой кабан».

#### Сезон 2022/2023

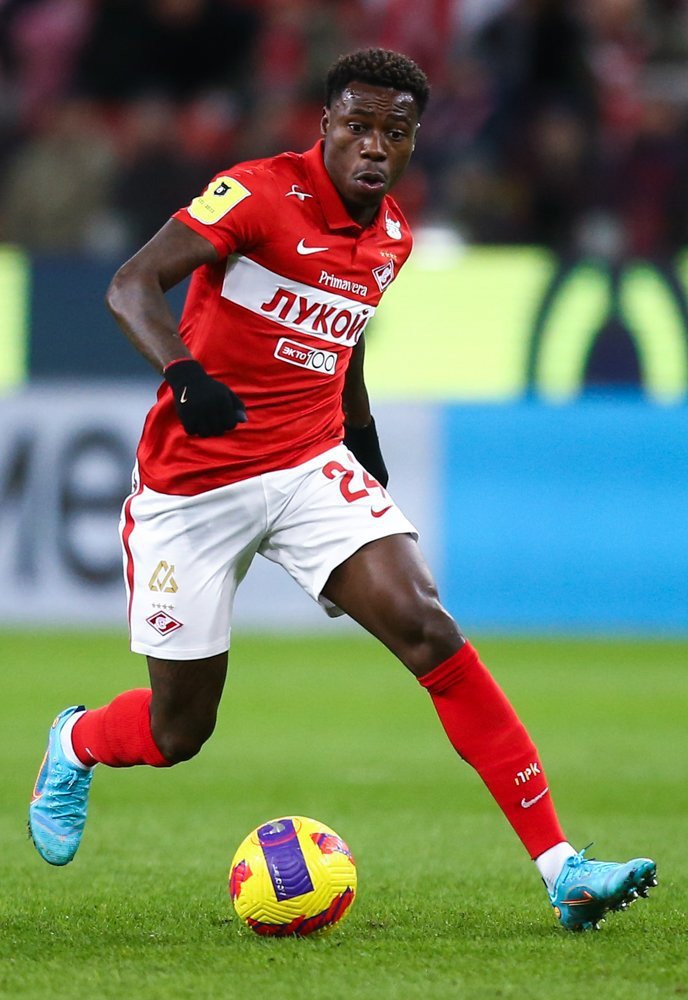
Промес в матче против ЦСКА, 26 февраля 2022 года

14 июня 2022 года «Спартак» объявил о смене игрового номера Промеса, он вновь стал выступать под 10-м игровым номером, освободившимся после ухода из клуба Зелимхана Бакаева. Первый мяч в сезоне 2022/2023 забил 23 июля 2022 года в матче 2-го тура чемпионата России против «Краснодара» (4:1), отличившись на 46-й минуте встречи с передачи Даниила Хлусевича. Этот матч стал 150-м для Промеса в чемпионатах России в составе «Спартака», он стал шестым футболистом и первым легионером, достигшим этой отметки. 31 июля 2022 года в матче 3-го тура чемпионата России против «Оренбурга» (4:1) сделал дубль, забив мячи на 38-й и 94-й минуте, также сделал две голевые передачи: на 2-й минуте на Кристофера Мартинса и на Александра Соболева на 12-й минуте. Промес набрал четыре очка (2+2) в матче РПЛ впервые в карьере. 14 августа 2022 года в матче 5-го тура чемпионата России против «Сочи» (3:0) забил два мяча, отличившись на 57-й и 84-й минуте, тем самым забив в четвёртом матче подряд, также Промес стал лучшим игроком по итогам матча. По итогам пяти сыгранных туров Промес забил шесть мячей — столько же, сколько за 22 игры прошлого сезона 2021/2022. За 183 матча за «Спартак» Промес забил 87 мячей, в истории клуба только Никита Симонян достиг этой отметки быстрее. 2 сентября 2022 года был признан лучшим игроком августа в Российской премьер-лиге. 29 сентября 2022 года в матче 3-го тура группового этапа Кубка России забил два мяча в ворота петербургского «Зенита» (3:0), отличившись на 79-й и 90-й минутах. 9 октября 2022 года в матче 12-го тура чемпионата России против самарских «Крыльев Советов» (5:2) оформил дубль, забив в добавленное время к первому и второму тайму. 27 ноября 2022 года провёл свой 200-й матч за «Спартак» во встрече 6-го тура группового этапа Кубка России против петербургского «Зенита» (0:0).
11 марта 2023 года в матче 19-го тура чемпионата России против «Факела» (3:2) оформил дубль, забив тем самым свои 100-й и 101-й мячи за «Спартак», Промес стал первым легионером клуба с таким достижением. 14 марта 2023 года забил мяч в первом матче 1/2 финала Кубка России в ворота «Урала» (1:1), забив тем самым свой 21-й мяч за «Спартак» в сезоне и повторил свой рекорд, столько же у Промеса было в сезоне 2017/2018. 24 апреля 2023 года забил мяч в матче 24-го тура чемпионата России против «Краснодара» (4:3), тем самым Промес забил 85-й мяч в чемпионатах России и догнал по этому показателю лидеров среди легионеров: иранца Сердара Азмуна и бразильца Вагнера Лава. Этот мяч стал для Промеса 22-м в сезоне, что стало самым результативным сезоном в его карьере. В конце апреля также стало известно, что Промес присоединился к медиафутбольной команде «Бей Беги». 7 мая 2023 года в матче 26-го тура чемпионата России против петербургского «Зенита» (2:3) реализовал пенальти и стал лучшим бомбардиром чемпионата России среди легионеров за всю историю. 21 мая 2023 года оформил дубль в матче 28-го тура чемпионата России в дерби против московского ЦСКА (2:1) и стал лучшим бомбардиром в истории клуба в чемпионате России, обогнав Егора Титова. Промес первым с 2009 года забил 20 мячей за сезон в составе «Спартака», последним игроком клуба с 20 и более голами за сезон был Веллитон. Всего в сезоне 2022/2023 провёл за клуб 37 матчей во всех турнирах, забил 25 мячей и стал бронзовым призёром чемпионата России. 16 июня 2023 года был признан лучшим игроком «Спартака» в сезоне 2022/2023. Также в четвёртый раз стал обладателем награды лучшему игроку «Спартака» по версии болельщиков — «Золотой кабан».

#### Сезон 2023/2024
Первое результативное действие в сезоне 2023/2024 Промесу удалось совершить уже 23 июля 2023 года в матче 1-го тура чемпионата России против «Оренбурга» (3:2), ассистировав Виктору Мозесу на 45-й минуте встречи. Первый мяч в сезоне 2023/2024 забил 31 июля 2023 года в матче 2-го тура чемпионата России в ворота «Балтики» (2:1), отличившись на 84-й минуте встречи с передачи Михаила Игнатова, также в этом матче на 43-й минуте сделал голевую передачу на Тео Бонгонду. Отличившись в матче против «Балтики», Промес опередил Егора Титова и вышел на шестое место в списке лучших бомбардиров в истории «Спартака». Промес чаще всех в Российской премьер-лиге оформляет «гол+пас», с момента дебюта в чемпионате России он оформил «гол+пас» в 20 матчах РПЛ. 5 августа 2023 года в матче 3-го тура чемпионата России забил мяч в ворота «Рубина» (4:1), отличившись на 73-й минуте встречи с передачи Кристофера Мартинса, этот мяч стал для Промеса 90-м в Премьер-лиге, он стал четвёртым футболистом, которому удалось 90 раз отличиться в высшем дивизионе России в составе одного клуба (после Олега Веретенникова, Александра Кержакова и Дмитрия Лоськова).
8 октября 2023 года в матче 11-го тура чемпионата России против московского ЦСКА (2:2) забил мяч на 39-й минуте встречи, тем самым Промес отличился в РПЛ впервые за два месяца. 12 ноября 2023 года в матче 15-го тура чемпионата России против «Ростова» на 4-й минуте сделал голевую передачу на Михаила Игнатова, а на 15-й минуте забил мяч. Эта голевая передача стала для Промеса 40-й в РПЛ, тем самым он занял четвёртое место среди лучших ассистентов-легионеров в истории лиги. Во второй половине сезона не выступал за «Спартак» в связи с задержанием в Дубае во время возвращения с зимних сборов. Всего в сезоне 2023/2024 Промес принял участие в 21 матче во всех турнирах, в которых забил восемь мячей и отдал восемь результативных передач. 30 июня 2024 года контракт Промеса со «Спартаком» истёк. Промес выступал за «красно-белых» с 2014 по 2018 год, а затем вернулся в клуб в 2021 году. Полузащитник в составе «Спартака» стал чемпионом России, обладателем Кубка и Суперкубка страны. Футболист является шестым бомбардиром в истории клуба — 114 мячей в 235 матчах.

### «Юнайтед» (Дубай)
5 сентября 2024 года, ожидая решения по возможной экстрадиции в Нидерланды, Промес на правах свободного агента заключил однолетний контракт с клубом «Юнайтед» из Дубая, выступающим во второй по силе лиге ОАЭ. Генеральный директор клуба Илие Чебану заявил, что Промес по футбольным меркам являлся самым лучшим игроком в ОАЭ. За новый клуб Промес стал выступать под 10‑м номером. Дебютировал за «Юнайтед» 26 октября 2024 года в матче 4-го тура второго дивизиона против клуба «Хатта» (3:1), также на 35-й минуте отличился своим первым мячом за новый клуб.

## Карьера в сборной

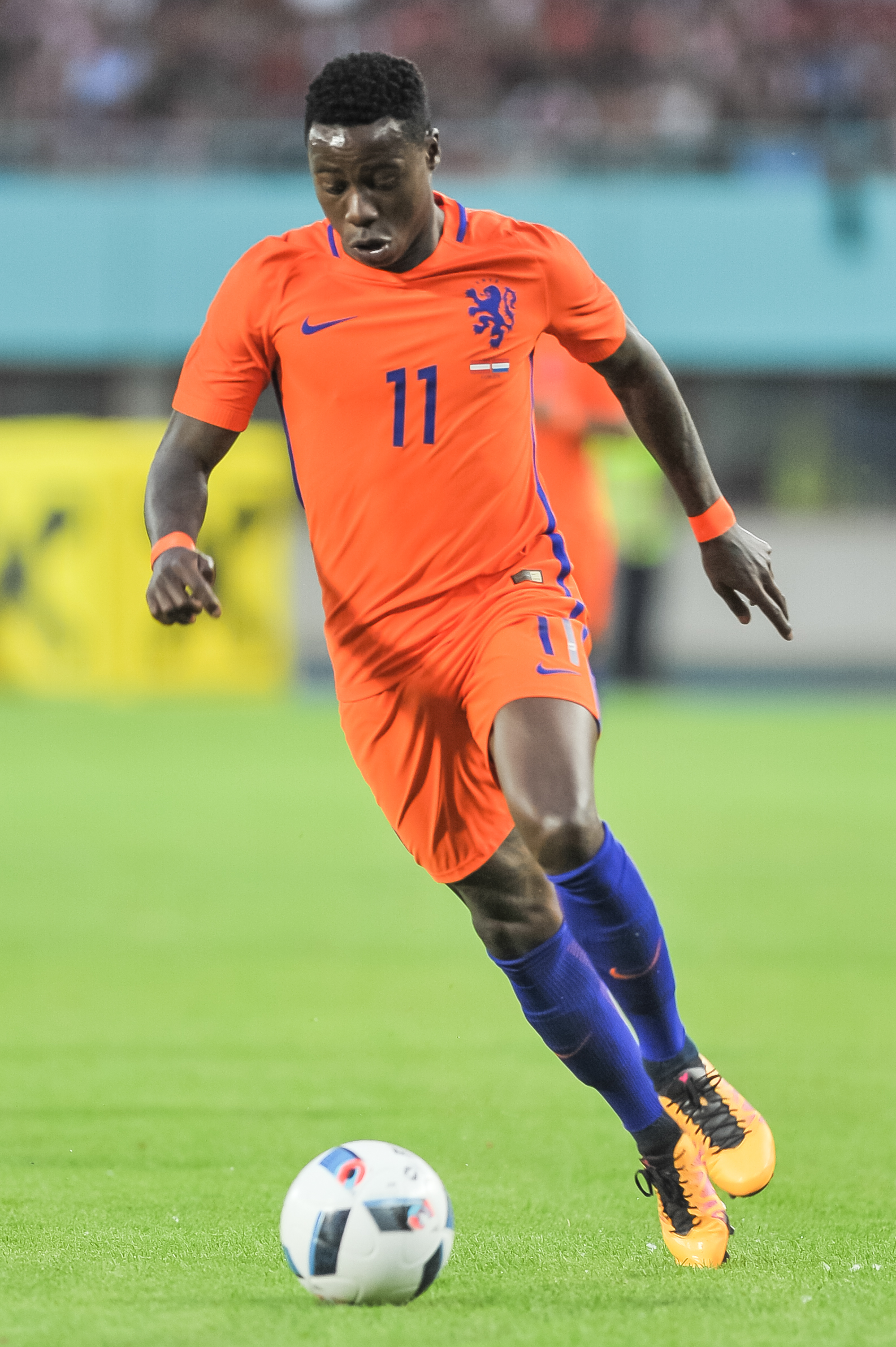
Промес в составе сборной Нидерландов в 2016 году

### Юношеские и молодёжные сборные
В марте 2011 года Промес впервые был вызван в сборную Нидерландов до 19 лет. Он дебютировал за сборную до 19 лет 24 марта 2011 года в товарищеском матче против сборной Италии до 19 лет (0:1), проведя на поле весь матч. Всего за сборную Нидерландов до 19 лет Промес провёл пять матчей. В августе 2012 года Промес впервые был вызван в сборную Нидерландов до 20 лет. Он дебютировал за сборную Нидерландов до 20 лет месяц спустя, 8 сентября 2012 года, выйдя на 46-й минуте товарищеского матча против сборной Турции до 21 года. 22 марта 2013 года забил свой первый мяч за сборную Нидерландов до 20 лет в товарищеском матче против сборной Сербии до 21 года (2:1), отличившись на 81-й минуте встречи. Всего за сборную Нидерландов до 20 лет Промес провёл четыре матча и забил один мяч.
В августе 2013 года Промес впервые был вызван Албертом Стёйвенбергом в сборную Нидерландов до 21 года. Он дебютировал в сборной Нидерландов до 21 года 14 августа 2013 года в товарищеском матче против сборной Чехии до 21 года (0:1), выйдя на 46-й минуте встречи вместо Адама Махера. 10 октября 2013 года Промес забил свои первые мячи за сборную Нидерландов до 21 года, отличившись на 67-й и 71-й минутах отборочного матча чемпионата Европы среди молодёжных команд в ворота сборной Грузии до 21 года (6:0). Сборная Нидерландов до 21 года заняла второе место в отборочном турнире, а в стыковых матчах проиграла сборной Португалии до 21 года, вследствие чего не попала на чемпионат Европы среди молодёжных команд 2015. 28 мая 2014 года Промес сделал хет-трик в матче отборочного турнира к чемпионату Европу среди молодёжных команд против сборной Шотландии до 21 года (6:1) отличившись на 26-й, 40-й и 42-й минутах встречи. 3 июня 2014 года в отборочном матче к чемпионату Европу среди молодёжных команд забил два мяча в ворота сборной Люксембурга до 21 года (3:1), отличившись на 56-й и 61-й минутах встречи. Всего за сборную Нидерландов до 21 года Промес провёл 10 матчей и забил семь мячей.

### Национальная сборная
В марте 2014 года Промес впервые был вызван Луи ван Галом в сборную Нидерландов. Дебютировал за сборную Нидерландов 5 марта 2014 года в товарищеском матче против сборной Франции (0:2), проведя на поле всю встречу. После матча, 22-летний Промес заявил, что благодарен за возможность сыграть и воплотить свою мечту. В мае 2014 года тренер Луи ван Гал первоначально включил Промеса в предварительный список футболистов для участия на чемпионате мира 2014 в Бразилии, однако в финальный список из 23 человек он не попал. 13 октября 2014 года состоялся официальный дебют Промеса за национальную команду в отборочном матче чемпионата Европы 2016 против сборной Исландии (0:2), в котором он вышел на 68-й минуте вместо Джермейна Ленса. Сборная Нидерландов не смогла отобраться на чемпионат Европы 2016 года, заняв лишь четвёртое место в своей группе. Свои первые мячи за национальную команду Промес забил 7 октября 2016 года в отборочном матче чемпионата мира 2018 года против сборной Беларуси (4:1) оформив дубль, отличившись на 15-й и 31-й минутах встречи. Также в 2017 года отличался в товарищеском матче против сборной Марокко (2:1) и отборочном матче чемпионата мира против сборной Люксембурга (5:0).
19 ноября 2018 года в шестом туре Лиги наций УЕФА в матче против сборной Германии (2:2) на 85-й минуте забил первый мяч в ворота Мануэля Нойера, этим голом Промес помог своей сборной выйти из первой группы Лиги A. 6 июня 2019 года Промес вышел на замену и в дополнительное время полуфинального матча Лиге наций УЕФА забил третий мяч своей сборной в победной для Нидерладов встрече против сборной Англии (3:1). 9 июня 2019 года, в финальном матче Лиги наций УЕФА против сборной Португалии (0:1), Промес вышел на 46-й минуте встречи вместо Райана Бабела, но не смог помочь своей сборной уйти от поражения. 26 мая 2021 года Промес был включён в окончательный состав сборной Нидерландов для участия в финальной части чемпионата Европы 2020. На Евро-2020 провёл два матча: на групповом этапе против сборной Северной Македонии (3:0) и матч 1/8 финала против сборной Чехии (0:2), в этих матчах выходил на замену. С ноября 2021 года из-за открытого против Промеса уголовного дела не вызывался в состав сборной Нидерландов. Всего в составе национальной команды Промес провёл 50 матчей и забил семь мячей.

## Стиль игры
Промес — о своём стиле игры: «У меня есть скорость и техника, благодаря чему я могу показывать красивую игру, создавать моменты и радовать болельщиков. Я люблю играть в такой футбол, на который зрителю было бы приятно смотреть». Бывший владелец «Спартака» Леонид Федун называл его «очень серьёзным парнем». Промес заявлял, что он не кричит на товарищей по команде, а даёт им указания.
Благодаря хорошей игре за «Спартак» Промес получал похвалу от легендарных личностей клуба — Никиты Симоняна, лучшего бомбардира клуба в истории со 160 голами, и Валерия Карпина.

## Достижения

### Командные
«Спартак» (Москва)
- Чемпион России: 2016/17
- Обладатель Кубка России: 2021/22
- Обладатель Суперкубка России: 2017

«Аякс»
- Чемпион Нидерландов: 2020/21
- Обладатель Суперкубка Нидерландов: 2019

Сборная Нидерландов
- Серебряный призёр Лиги наций УЕФА: 2018/19

### Личные

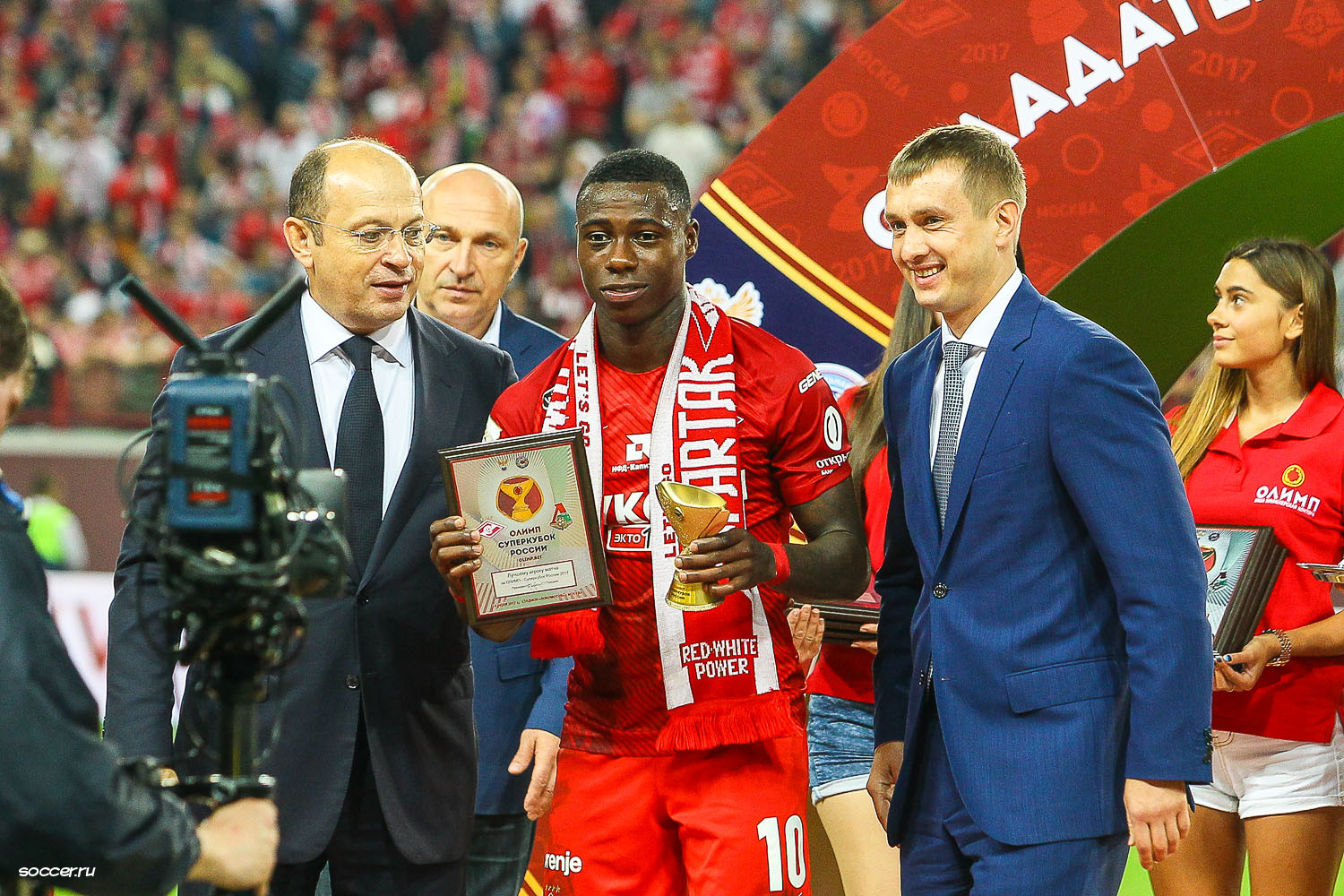
Промесу вручают награду как лучшему игроку матча за Суперкубок России, 14 июля 2017 года

- Талант месяца Эрстедивизи (награда «Бронзовый бык»): октябрь 2012[31]
- Самый талантливый игрок Эрстедивизи (награда «Золотой бык»): 2012/13[34]
- Лучший футболист месяца чемпионата России по футболу — (8): ноябрь 2014[346], апрель 2015[347], август 2015[348], апрель 2017[349], июль 2017[350], сентябрь 2017[351], ноябрь—декабрь 2017[352], август 2022[282]
- Лауреат национальной премии РФС «33 лучших игрока сезона» — (5): 2014/15 (№ 2)[353], 2015/16 (№ 2)[354], 2016/17 (№ 1)[355], 2017/18 (№ 2)[356], 2022/23 (№ 2)[357]
- Игрок года футбольного клуба «Спартак» Москва — (4): 2014/15[358], 2015/16[359], 2021/22[271], 2022/23[295]
- MVP сезона в РФПЛ по версии «Чемпионата» — (2)[360]: 2016/17[361], 2017/18[362]
- Лучший игрок года по версии «Спорт-Экспресса», РФС и РФПЛ — (2): 2017[363], 2022[364]
- Футболист года в России по версии еженедельника «Футбол»: 2017[365]
- Лучший игрок матча за Суперкубок России: 2017[366]
- Лучший гол месяца в Российской премьер-лиге: февраль—март 2022[367]
- Лучший игрок сезона по версии болельщиков (премия «Winline Герои РПЛ»): 2022/23[368]
- Лучший игрок сезона в «Спартаке»: 2022/23[294]
- Член Клуба Григория Федотова

## Статистика

### Клубная
| Выступление      | Выступление        | Выступление        | Лига | Лига | Кубок страны | Кубок страны | Еврокубки | Еврокубки | Прочие | Прочие | Итого | Итого |
| Клуб             | Лига               | Сезон              | Игры | Голы | Игры         | Голы         | Игры      | Голы      | Игры   | Голы   | Игры  | Голы  |
| ---------------- | ------------------ | ------------------ | ---- | ---- | ------------ | ------------ | --------- | --------- | ------ | ------ | ----- | ----- |
| Твенте           | Эредивизи          | 2011/12            | 3    | 0    | 0            | 0            | —         | —         | —      | —      | 3     | 0     |
| Твенте           | Эредивизи          | 2012/13            | 0    | 0    | 0            | 0            | 1         | 0         | —      | —      | 1     | 0     |
| Твенте           | Эредивизи          | 2013/14            | 31   | 11   | 0            | 0            | —         | —         | —      | —      | 31    | 11    |
| Твенте           | Итого              | Итого              | 34   | 11   | 0            | 0            | 1         | 0         | —      | —      | 35    | 11    |
| → Гоу Эхед Иглз  | Эрстедивизи        | 2012/13            | 32   | 13   | 3            | 1            | —         | —         | 6      | 3      | 41    | 17    |
| → Гоу Эхед Иглз  | Итого              | Итого              | 32   | 13   | 3            | 1            | —         | —         | 6      | 3      | 41    | 17    |
| Спартак (Москва) | Премьер-лига       | 2014/15            | 28   | 13   | 1            | 0            | —         | —         | —      | —      | 29    | 13    |
| Спартак (Москва) | Премьер-лига       | 2015/16            | 30   | 18   | 2            | 0            | —         | —         | —      | —      | 32    | 18    |
| Спартак (Москва) | Премьер-лига       | 2016/17            | 26   | 12   | 1            | 0            | 2         | 0         | —      | —      | 29    | 12    |
| Спартак (Москва) | Премьер-лига       | 2017/18            | 26   | 15   | 4            | 3            | 7         | 2         | 1      | 1      | 38    | 21    |
| Спартак (Москва) | Премьер-лига       | 2018/19            | 5    | 1    | 0            | 0            | 2         | 1         | —      | —      | 7     | 2     |
| Спартак (Москва) | Итого              | Итого              | 115  | 59   | 8            | 3            | 11        | 3         | 1      | 1      | 135   | 66    |
| Севилья          | Примера            | 2018/19            | 33   | 2    | 6            | 0            | 10        | 1         | —      | —      | 49    | 3     |
| Севилья          | Итого              | Итого              | 33   | 2    | 6            | 0            | 10        | 1         | —      | —      | 49    | 3     |
| Аякс             | Эредивизи          | 2019/20            | 20   | 12   | 1            | 0            | 6         | 4         | 1      | 0      | 28    | 16    |
| Аякс             | Эредивизи          | 2020/21            | 19   | 6    | 1            | 0            | 5         | 0         | —      | —      | 25    | 6     |
| Аякс             | Итого              | Итого              | 39   | 18   | 2            | 0            | 11        | 4         | 1      | 0      | 53    | 22    |
| Спартак (Москва) | Премьер-лига       | 2020/21            | 11   | 3    | 0            | 0            | —         | —         | —      | —      | 11    | 3     |
| Спартак (Москва) | Премьер-лига       | 2021/22            | 22   | 6    | 3            | 4            | 6         | 2         | —      | —      | 31    | 12    |
| Спартак (Москва) | Премьер-лига       | 2022/23            | 27   | 20   | 9            | 5            | —         | —         | 1      | 0      | 37    | 25    |
| Спартак (Москва) | Премьер-лига       | 2023/24            | 17   | 6    | 4            | 2            | —         | —         | —      | —      | 21    | 8     |
| Спартак (Москва) | Итого              | Итого              | 77   | 35   | 16           | 11           | 6         | 2         | 1      | 0      | 100   | 48    |
| Спартак (Москва) | Итого за «Спартак» | Итого за «Спартак» | 192  | 94   | 24           | 14           | 17        | 5         | 2      | 1      | 235   | 114   |
| Юнайтед          | Первый дивизион    | 2024/25            | 20   | 19   | 0            | 0            | —         | —         | —      | —      | 20    | 19    |
| Юнайтед          | Итого              | Итого              | 20   | 19   | 0            | 0            | —         | —         | —      | —      | 20    | 19    |
| Всего за карьеру | Всего за карьеру   | Всего за карьеру   | 350  | 157  | 35           | 15           | 39        | 10        | 9      | 4      | 433   | 186   |

1. ↑  Матчи плей-офф Эрстедивизи; Суперкубок России; Суперкубок Нидерландов.

### Сборная
| Сборная    | Год   | Матчи | Голы |
| ---------- | ----- | ----- | ---- |
| Нидерланды | 2014  | 3     | 0    |
| Нидерланды | 2015  | 4     | 0    |
| Нидерланды | 2016  | 9     | 2    |
| Нидерланды | 2017  | 9     | 2    |
| Нидерланды | 2018  | 9     | 2    |
| Нидерланды | 2019  | 8     | 1    |
| Нидерланды | 2020  | 5     | 0    |
| Нидерланды | 2021  | 3     | 0    |
| Всего      | Всего | 50    | 7    |

### Матчи за сборную
| Матчи и голы Промеса за сборную Нидерландов | Матчи и голы Промеса за сборную Нидерландов | Матчи и голы Промеса за сборную Нидерландов | Матчи и голы Промеса за сборную Нидерландов | Матчи и голы Промеса за сборную Нидерландов | Матчи и голы Промеса за сборную Нидерландов |
| №                                           | Дата                                        | Соперник                                    | Счёт                                        | Голы Промеса                                | Турнир                                      |
| ------------------------------------------- | ------------------------------------------- | ------------------------------------------- | ------------------------------------------- | ------------------------------------------- | ------------------------------------------- |
| 1                                           | 5 марта 2014                                | Франция                                     | 0:2                                         | —                                           | Товарищеский матч                           |
| 2                                           | 13 октября 2014                             | Исландия                                    | 0:2                                         | —                                           | Отборочные матчи ЧЕ 2016                    |
| 3                                           | 14 ноября 2014                              | Мексика                                     | 2:3                                         | —                                           | Товарищеский матч                           |
| 4                                           | 5 июня 2015                                 | США                                         | 3:4                                         | —                                           | Товарищеский матч                           |
| 5                                           | 3 сентября 2015                             | Исландия                                    | 0:1                                         | —                                           | Отборочные матчи ЧЕ 2016                    |
| 6                                           | 6 сентября 2015                             | Турция                                      | 0:3                                         | —                                           | Отборочные матчи ЧЕ 2016                    |
| 7                                           | 13 ноября 2015                              | Уэльс                                       | 3:2                                         | —                                           | Товарищеский матч                           |
| 8                                           | 25 марта 2016                               | Франция                                     | 2:3                                         | —                                           | Товарищеский матч                           |
| 9                                           | 29 марта 2016                               | Англия                                      | 2:1                                         | —                                           | Товарищеский матч                           |
| 10                                          | 27 мая 2016                                 | Ирландия                                    | 1:1                                         | —                                           | Товарищеский матч                           |
| 11                                          | 1 июня 2016                                 | Польша                                      | 2:1                                         | —                                           | Товарищеский матч                           |
| 12                                          | 4 июня 2016                                 | Австрия                                     | 2:0                                         | —                                           | Товарищеский матч                           |
| 13                                          | 1 сентября 2016                             | Греция                                      | 1:2                                         | —                                           | Товарищеский матч                           |
| 14                                          | 6 сентября 2016                             | Швеция                                      | 1:1                                         | —                                           | Отборочные матчи ЧМ 2018                    |
| 15                                          | 7 октября 2016                              | Беларусь                                    | 4:1                                         | 2                                           | Отборочные матчи ЧМ 2018                    |
| 16                                          | 10 октября 2016                             | Франция                                     | 0:1                                         | —                                           | Отборочные матчи ЧМ 2018                    |
| 17                                          | 25 марта 2017                               | Болгария                                    | 0:2                                         | —                                           | Отборочные матчи ЧМ 2018                    |
| 18                                          | 28 марта 2017                               | Италия                                      | 1:2                                         | —                                           | Товарищеский матч                           |
| 19                                          | 31 мая 2017                                 | Марокко                                     | 2:1                                         | 1                                           | Товарищеский матч                           |
| 20                                          | 4 июня 2017                                 | Кот-д’Ивуар                                 | 5:0                                         | —                                           | Товарищеский матч                           |
| 21                                          | 9 июня 2017                                 | Люксембург                                  | 5:0                                         | 1                                           | Отборочные матчи ЧМ 2018                    |
| 22                                          | 31 августа 2017                             | Франция                                     | 0:4                                         | —                                           | Отборочные матчи ЧМ 2018                    |
| 23                                          | 3 сентября 2017                             | Болгария                                    | 3:1                                         | —                                           | Отборочные матчи ЧМ 2018                    |
| 24                                          | 9 ноября 2017                               | Шотландия                                   | 1:0                                         | —                                           | Товарищеский матч                           |
| 25                                          | 14 ноября 2017                              | Румыния                                     | 3:0                                         | —                                           | Товарищеский матч                           |
| 26                                          | 23 марта 2018                               | Англия                                      | 0:1                                         | —                                           | Товарищеский матч                           |
| 27                                          | 31 мая 2018                                 | Словакия                                    | 1:1                                         | 1                                           | Товарищеский матч                           |
| 28                                          | 4 июня 2018                                 | Италия                                      | 1:1                                         | —                                           | Товарищеский матч                           |
| 29                                          | 6 сентября 2018                             | Перу                                        | 2:1                                         | —                                           | Товарищеский матч                           |
| 30                                          | 9 сентября 2018                             | Франция                                     | 1:2                                         | —                                           | Лига наций УЕФА                             |
| 31                                          | 13 октября 2018                             | Германия                                    | 3:0                                         | —                                           | Лига наций УЕФА                             |
| 32                                          | 16 октября 2018                             | Бельгия                                     | 1:1                                         | —                                           | Товарищеский матч                           |
| 33                                          | 16 ноября 2018                              | Франция                                     | 2:0                                         | —                                           | Лига наций УЕФА                             |
| 34                                          | 19 ноября 2018                              | Германия                                    | 2:2                                         | 1                                           | Лига наций УЕФА                             |
| 35                                          | 21 марта 2019                               | Беларусь                                    | 4:0                                         | —                                           | Отборочные матчи ЧЕ 2020                    |
| 36                                          | 24 марта 2019                               | Германия                                    | 2:3                                         | —                                           | Отборочные матчи ЧЕ 2020                    |
| 37                                          | 6 июня 2019                                 | Англия                                      | 3:1                                         | 1                                           | Лига наций УЕФА                             |
| 38                                          | 9 июня 2019                                 | Португалия                                  | 0:1                                         | —                                           | Лига наций УЕФА                             |
| 39                                          | 6 сентября 2019                             | Германия                                    | 4:2                                         | —                                           | Отборочные матчи ЧЕ 2020                    |
| 40                                          | 13 октября 2019                             | Беларусь                                    | 2:1                                         | —                                           | Отборочные матчи ЧЕ 2020                    |
| 41                                          | 16 ноября 2019                              | Северная Ирландия                           | 0:0                                         | —                                           | Отборочные матчи ЧЕ 2020                    |
| 42                                          | 19 ноября 2019                              | Эстония                                     | 5:0                                         | —                                           | Отборочные матчи ЧЕ 2020                    |
| 43                                          | 4 сентября 2020                             | Польша                                      | 1:0                                         | —                                           | Лига наций УЕФА                             |
| 44                                          | 7 сентября 2020                             | Италия                                      | 0:1                                         | —                                           | Лига наций УЕФА                             |
| 45                                          | 7 октября 2020                              | Мексика                                     | 0:1                                         | —                                           | Товарищеский матч                           |
| 46                                          | 11 октября 2020                             | Босния и Герцеговина                        | 0:0                                         | —                                           | Лига наций УЕФА                             |
| 47                                          | 15 ноября 2020                              | Босния и Герцеговина                        | 3:1                                         | —                                           | Лига наций УЕФА                             |
| 48                                          | 2 июня 2021                                 | Шотландия                                   | 2:2                                         | —                                           | Товарищеский матч                           |
| 49                                          | 21 июня 2021                                | Северная Македония                          | 3:0                                         | —                                           | Финальные матчи ЧЕ 2020                     |
| 50                                          | 27 июня 2021                                | Чехия                                       | 0:2                                         | —                                           | Финальные матчи ЧЕ 2020                     |

Итого: 50 матчей / 7 голов; 22 победы, 9 ничьих, 19 поражений

## Личная жизнь

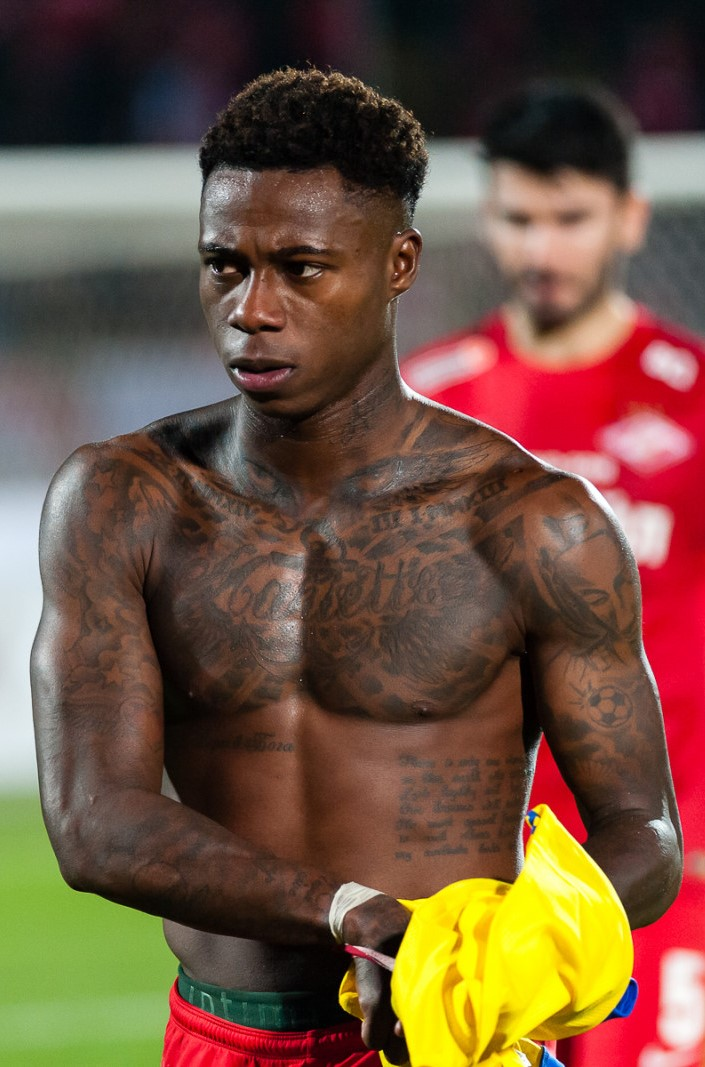
Промес является поклонником татуировок, и многие из них покрывают его руки, спину и грудь

Промес был женат. Супруга — Джейми, с которой он познакомился в возрасте 18-ти лет. У пары четверо детей — дочери Алани и Алия, сыновья Ноакин и Нио Райдер. Ноакин родился 8 мая 2017 года, вскоре после того, как московский «Спартак» стал чемпионом страны. В мае 2022 года у пары родился сын — Нио Райдер.
Промес является любимцем клуба и болельщиков «Спартака», за что получил прозвище «Антоха». Промес очень любит суринамскую кухню, особенно мучные лепёшки Роти и блюда бамми и наси-горенг. Помимо нидерландского языка, Промес также говорит на английском и немного на русском. При переходе в «Севилью», Промес пообещал, что выучит испанский язык, и заявил, что на момент перехода уже немного выучил его. У Промеса много татуировок на теле; на животе вытатуирована фраза «Я верю в Бога». Промес заявлял, что он хороший друг футболиста Мемфиса Депая, они разговаривают друг с другом ежедневно.
В феврале 2024 года стало известно, что Промес начал новые романтические отношения, его новой возлюбленной стала рэп-исполнительница Табата Робинсон, которая выступает под псевдонимом DreamDoll. В апреле 2024 года один из членов семьи бывшей участницы телепроекта «Дом-2» Мэри Кулешовой рассказал, что девушка ждёт ребёнка от Промеса, также родственники девушки заявили, что она не будет требовать от него алименты. 4 июня 2024 года Кулешова родила дочь Кейси. В 2024 году Промес стал полноценным резидентом ОАЭ, имел вид на жительство, который ему позволял и работать, и жить на территории страны. В середине марта 2025 года стало известно, что Промес принял ислам, он в мечети при свидетелях произнёс шахаду (свидетельство веры).

### Музыкальная карьера
Помимо футбола, Промес также занимался музыкальной карьерой. В 2017 году песня «Blow it» группы Rasskulz стала первой песней с участием Промеса. В 2017 году принял участие в треке рэпера Alex Maniac, который называется «Красно-белые цвета». Сначала футболист рассматривал это как хобби, но в 2020 году, во время выступлений за «Аякс», он начал относиться к этому более серьёзно. Он продолжил заниматься этим из-за положительных отзывов, которые он получил за свои произведения. С 2017 года он работал с такими исполнителями, как Chivv, Djaga Djaga, Qlas & Blacka, Frenna, Diquenza и SFB. В августе 2023 год в интервью Промес рассказал, что он также записал песню с американским рэпером Lil Baby. Кроме того, Промес участвовал в песне исполнителя SFB «Tat tat» вместе с Мемфисом Депаем. В июне 2017 года Промес и Депай приняли участие в фристайл-рэпе во время музыкального тура.
В феврале 2023 года Промес выпустил клип на свою композицию «Conatus», где прибегает к показу чемодана, набитого пачками долларовых купюр, а также демонстрирует флаги России и Суринама. В сингле «Worst day», выпущенных Промесом, он ответил на ненавистнические комментарии из Нидерландов и раскритиковал судебный процесс, который проходил против него в 2023 году. В клипе на эту песню Промес идёт по улицам Москвы, где ему по-русски говорят, что он находится там в безопасности. В марте 2024 года выпустил новую песню под названием «100 Stones», в которой футболист упоминает то, что в Нидерландах его приговорили к тюремному заключению, в том числе произнося фразу: «Я не плачу, потому что живу без страха». 23 августа 2024 года была выпущена песня нидерландского рэпера Chardy под названием «Moscow», в которой принял участие Промес.

### Расизм
В октябре 2015 года Промес, отвечая в интервью на вопрос о расизме в России, сказал: «Лично я никогда не сталкивался с этим в России. Я не понимаю, когда говорят о расизме как о чём-то естественном для вашей страны. Есть небольшие группы людей с такими взглядами, как и везде. Но гораздо важнее, что люди открыты и дружелюбны. Европейское телевидение почему-то всегда фокусируется на негативных моментах, когда говорит о России. То война, то ещё что-то. А я живу здесь, общаюсь с людьми и вижу, что здесь все по-другому». Промес также заявил, что никогда не сталкивался с расизмом со стороны болельщиков. В январе 2017 года Промес заявил в другом интервью: «В конце концов, мы, люди, все одинаковые. И все однажды умрём. Даже те, кто считает себя лучше меня, потому что у них другой цвет кожи». Однако после спорного твита, сделанного клубом в отношении собственного игрока и содержащего «расистские ссылки» в январе 2018 года, Промес ответил на твит: «Я не понимаю, что происходит и откуда такая реакция. Журналисты преподнесли все как сенсацию. Но я знаю правду, и это не то, что было написано. „Шоколадки“… как по мне, это вполне нормально».

## Проблемы с законом

### Избиение жены
В июне 2018 года Промес во время отпуска был арестован на Ивисе за избиение жены. Футболист избил не только жену, но и нескольких очевидцев произошедшего, которые пытались успокоить спортсмена. По другим данным, футболист ввязался в драку, находясь на отдыхе на острове, но на супругу с кулаками не бросался. Вместе с Промесом также отдыхал бывший футболист сборной Нидерландов Уэсли Снейдер, однако к потасовке он не имел никакого отношения. Промес ночь после инцидента провёл в следственном изоляторе, а затем предстал перед судом. На следующий день футболист признал свою вину в присутствии жены и был отпущен под залог, на время проведения расследования. Через день Промес опубликовал пост на своей странице в Instagram, где опубликовал фотографию, на которой он смотрит на экран телефона и смеётся, также к посту приложена подпись: «Когда ты видишь ложь в интернете!».

### Поножовщина
В июле 2020 года Промес стал участником поножовщины со своим двоюродным братом. Промес отрицал свою причастность к инциденту, но в ноябре 2021 года голландские прокуроры пришли к выводу, что его следует привлечь к ответственности. 13 декабря 2020 года Промес был арестован по подозрению в причастности к поножовщине, но уже через два дня отпущен. В марте 2022 года было объявлено, что Промесу будет предъявлено конкретное обвинение — преднамеренное покушение на убийство. Дата судебного разбирательства была первоначально назначена на 30 марта 2022 года, но затем была отложена из-за болезни одного из ключевых участников процесса, и новая дата не была объявлена сразу. 21 октября 2022 года суд назначил новую дату уголовного процесса над Промесом — 3 марта 2023 года. Игрок не явился на начало процесса, предпочтя остаться в России, с которой у Нидерландов нет договора об экстрадиции. Прокуроры просили приговорить его к двум годам лишения свободы. В марте 2023 года процесс был приостановлен для оценки законности одного из ключевых доказательств, речь шла о записях разговора Промеса с отцом о его роли в поножовщине, которые, по мнению защиты, не могут быть приняты судом, поскольку ордер на прослушивание телефона Промеса был выдан в рамках расследования дела о незаконном обороте наркотиков. В итоге было решено, что обвинение в покушении на убийство будет смягчено до обвинения в нападении при отягчающих обстоятельствах. 19 июня 2023 года Промес был признан виновным и приговорён к 18 месяцам тюремного заключения. Его адвокат Роберт Малевич заявил, что они будут обжаловать приговор, а «Спартак» выпустил заявление, в котором говорится, что решение не вступает в силу до завершения процесса обжалования.

### Контрабанда наркотиков
В марте 2022 года, во время расследования о нападении с ножом, стало известно о подозрении футболиста в незаконном обороте наркотиков, отмывании денег и участии в преступной организации. 30 мая 2023 года прокуратура Нидерландов подтвердила, что после проведения расследования по делу о незаконном обороте наркотиков, они решили возбудить дело против Промеса, утверждая, что он пытался ввезти более 1300 килограммов кокаина через порт Антверпена ещё в январе 2020 года. Слушание было назначено на 24 января 2024 года, на котором прокуратура Нидерландов заочно потребовала для него девятилетнего срока тюремного заключения. В конце января прокуратура Нидерландов арестовала девять объектов недвижимости принадлежащих Промесу для того, чтобы избежать их продажи и вывода полученных в результате этого средств на зарубежные счета. 14 февраля 2024 года Промес был приговорён к шести годам лишения свободы после того, как был признан виновным по делу о контрабанде наркотиков. Его адвокаты заявили о намерении обжаловать приговор. 17 февраля 2024 года Промес был объявлен в международный розыск.

### Задержание
29 февраля 2024 года Промес был задержан в аэропорту Дубая местной полицией во время возвращения «Спартака» в Россию с зимних сборов. Между Нидерландами и ОАЭ действовал договор об экстрадиции. На следующий день пресс-служба «Спартака» сообщила, что футболист по-прежнему находится в ОАЭ, клуб оказывает ему необходимое содействие в разрешении обстоятельств, не позволивших ему своевременно вылететь в Россию. Также отмечается, что после возвращения клуб применит к нему дисциплинарные меры. Позже стало известно, что Промес нарушил закон на территории ОАЭ — попал в дорожно-транспортное происшествие и скрылся с места его совершения, по этой причине местные власти задержали его, но вскоре отпустили без права выезда из страны до суда. 13 марта 2024 года прокуратура Нидерландов заявила о задержании Промеса в Дубае на основании «красного уведомления», направленного из Нидерландов. Также прокуратура Нидерландов сообщила о планах запросить экстрадицию футболиста. 14 марта 2024 года в «Спартаке» заявили, что адвокаты и менеджер Промеса известили клуб об изменении меры пресечения в отношении их подзащитного, а также намерение обжалования в апелляционной инстанции приговора окружного суда Амстердама. 17 мая 2024 года Промесу изменили меру пресечения и отпустили под залог, однако ему было запрещено покидать территорию ОАЭ. 12 июня 2025 года Промес был задержан у своего дома в Дубае, после чего 20 июня 2025 года он был экстрадирован в Нидерланды для отбывания наказания.